# 航空救急

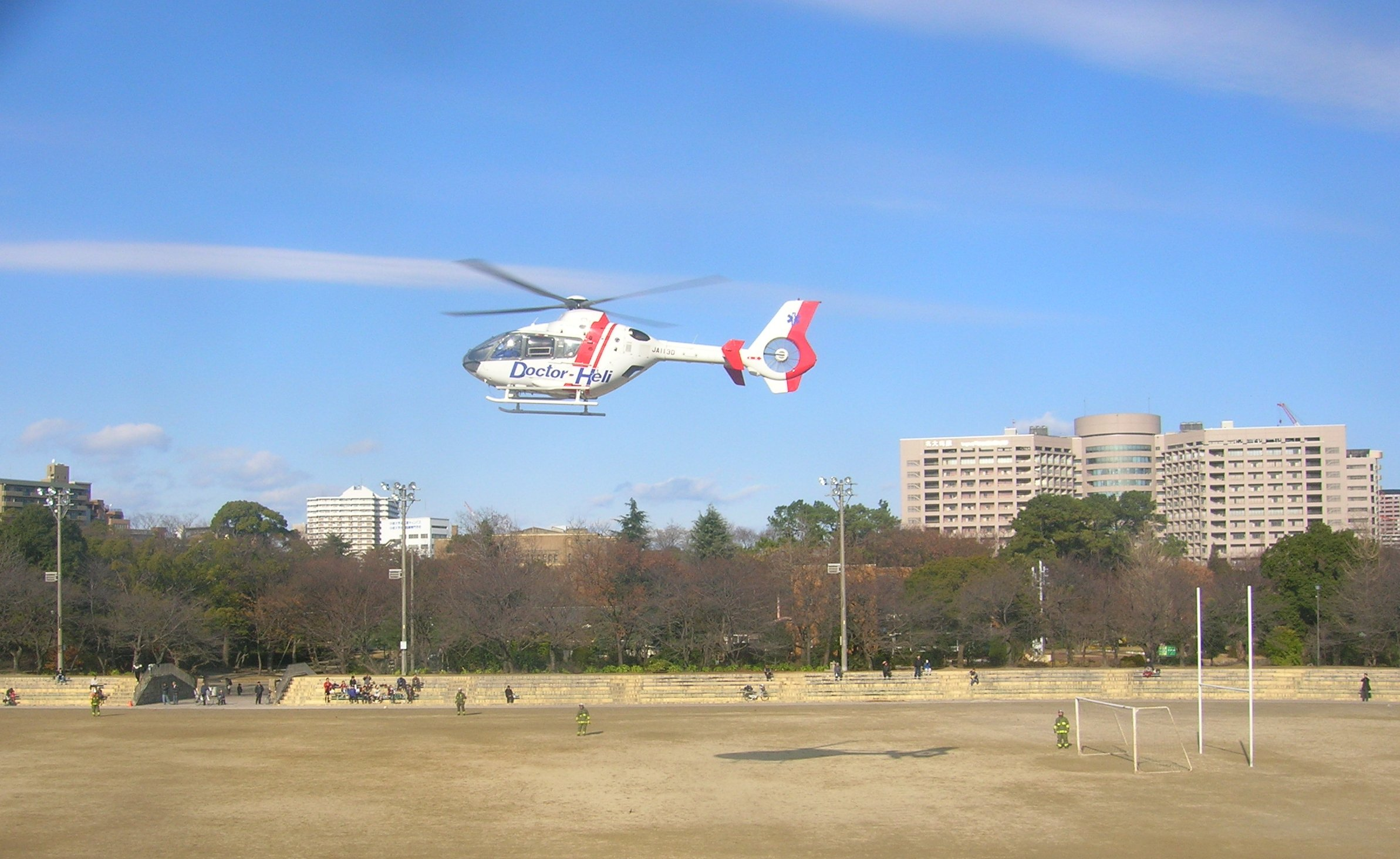
グラウンドに着陸するドクターヘリ（名古屋市・鶴舞公園）

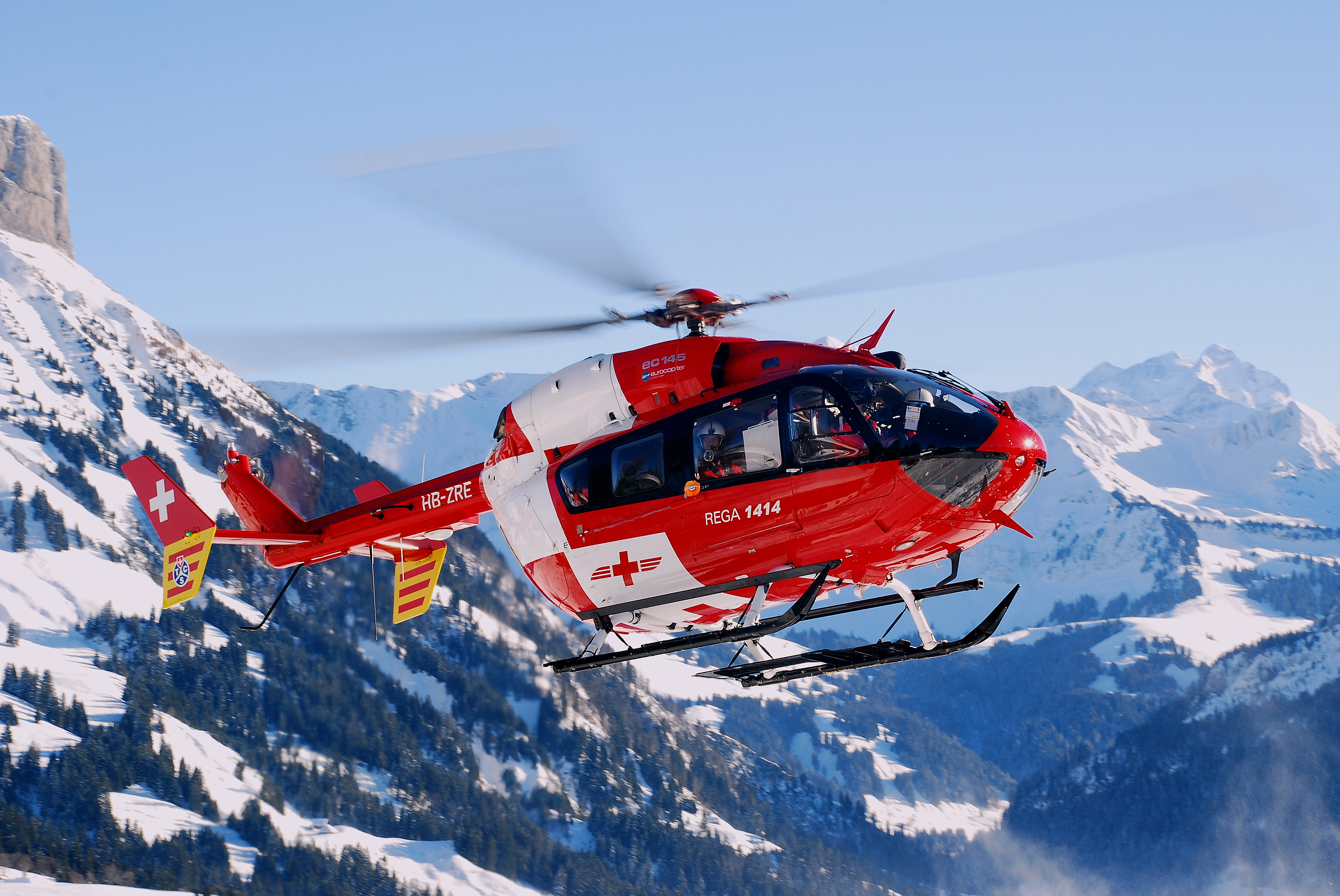
スイス・エア＝レスキュー

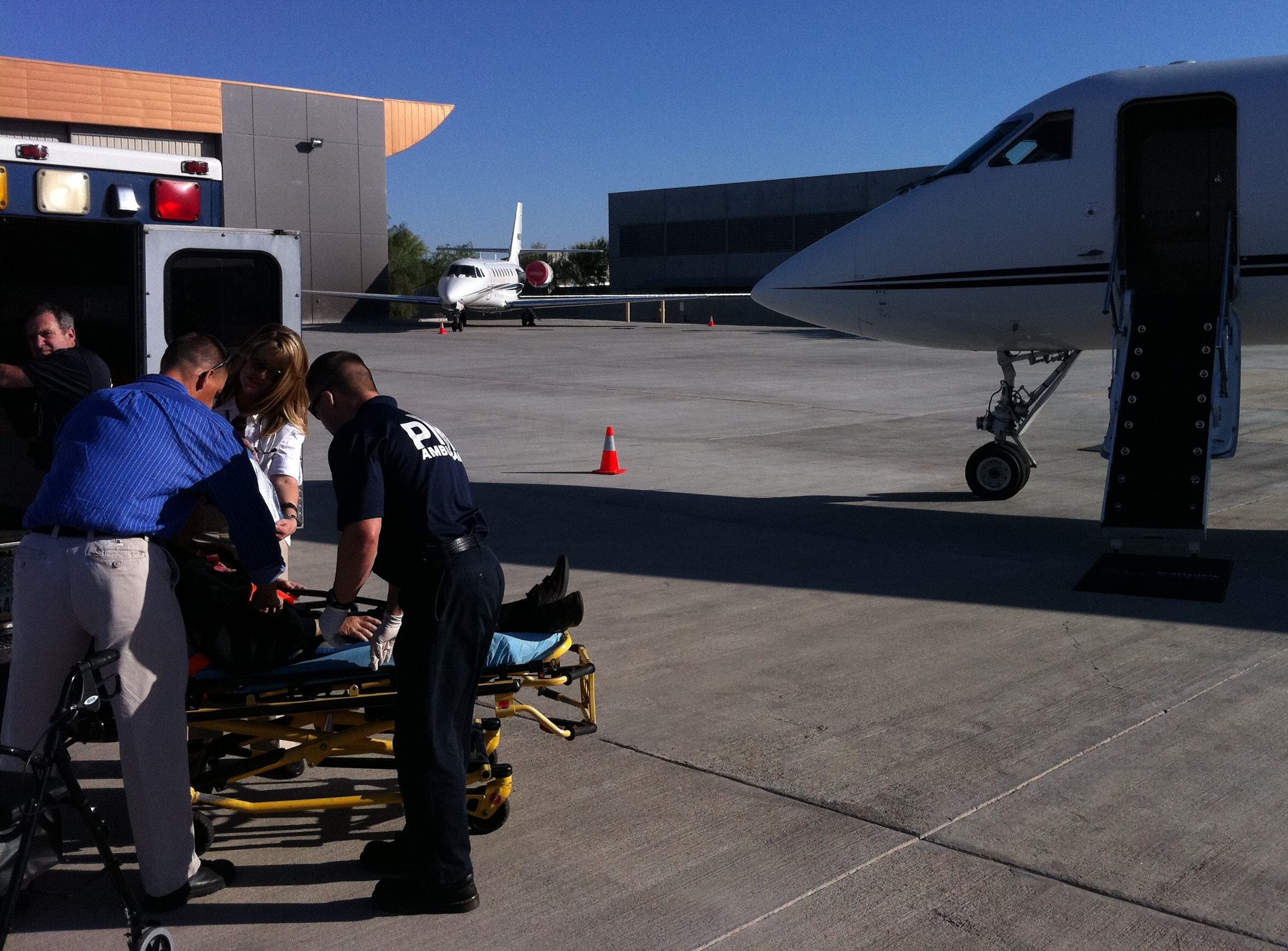
アメリカの航空救急

航空救急（こうくうきゅうきゅう、英語: Air rescue, Aeromedical service）とは、航空機を用いた救急活動である。
航空救急では、医療用に特化したヘリコプターや固定翼機等の航空救急用航空機（英：Air ambulance）を使用し、救急医療が必要な状況や長距離輸送を行わなければならない状況、また救急車や救急隊員が地上から近づくことが困難な状況にある傷病者を、地上で待機している救急車もしくは病院まで搬送することを主な目的としている。場合によっては、行方不明者の捜索等を行うこともある。

## 概要

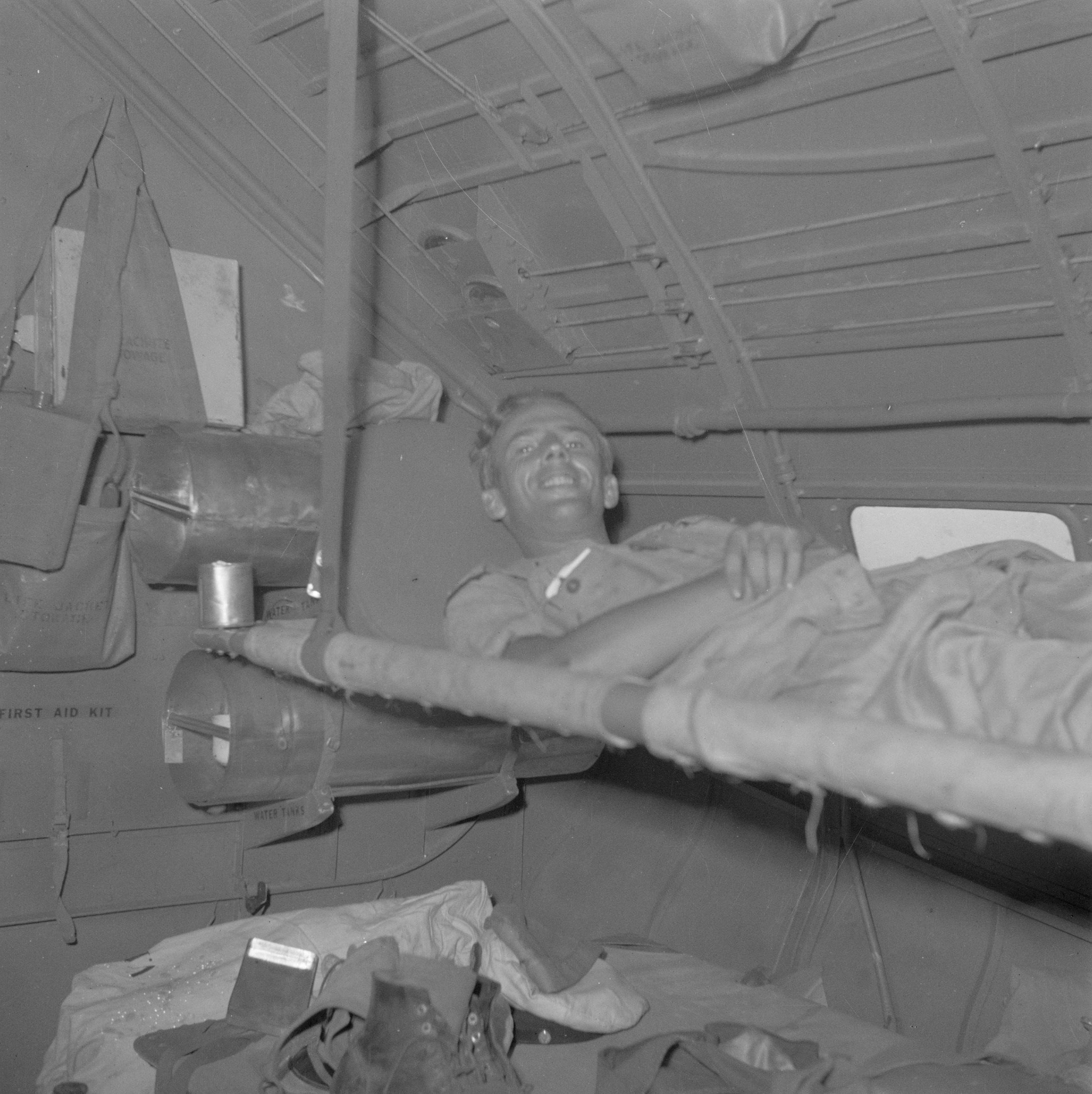
カタリナ飛行艇に収容された負傷兵

救急車と同じく、航空救急に用いられる航空機にも人工呼吸器や心電図モニタ、心肺蘇生装置、ストレッチャー等の救急医療を行うための設備や薬品を搭載されている。これらの設備により、通常の航空機による搬送では行うことができない治療を行うことが可能となった。
軍事医療分野においては、現場から医療機関に搬送する際に応急処置程度しか行わないものを負傷者後送 (CASEVAC) 、医療行為まで行うものを医療後送 (MEDEVAC) 、医療機関からより高次の医療機関に搬送するものを航空医療後送 (AE) として区別している。また民間でも、消防防災ヘリコプターとドクターヘリが同様に分担して運用されている。

## 日本

### 概要
救急業務
日本においては、消防組織法第1条（消防の任務）と同法第6条（市町村の消防に関する責任）によれば、市町村の消防機関が救急搬送の責務を負っている。消防法第2条9によれば、救急業務とは、災害により生じた事故若しくは屋外若しくは公衆の出入する場所において生じた事故（以下この項において「災害による事故等」という。）又は政令で定める場合における災害による事故等に準ずる事故その他の事由で政令で定めるものによる傷病者のうち、医療機関その他の場所へ緊急に搬送する必要があるものを、救急隊によつて、医療機関（厚生労働省令で定める医療機関をいう。）その他の場所に搬送すること（傷病者が医師の管理下に置かれるまでの間において、緊急やむを得ないものとして、応急の手当を行うことを含む。）をいう。通常は、市町村の消防本部や一部の消防団が救急自動車で救急患者を医療機関まで搬送するのが通例である。
消防・防災ヘリコプター
しかしながら、生命に危機が迫り緊急を特に要する場合などは、消防防災ヘリコプター等により救急搬送することがある。東京消防庁や千葉市などの政令指定都市の消防機関では、自前の消防ヘリコプターを所有しており、これを航空救急業務に当たらせている。消防法施行令第44条（救急隊の編成及び装備の基準）に規定されている。それ以外の多くの地域では、市町村を支援するために都道府県が整備した防災ヘリコプターが出動することもある。防災ヘリは、消防組織法第30条（都道府県の航空消防隊）に規定されている。
ドクターヘリ
近年は、一刻も早く医師、看護師が三次救急疾患などの重傷患者に対し救命処置を施す事ができるように救命救急センターを設置する病院にドクターヘリを配備して、救急医療体制の拡充をはかってる都道府県が多い。また、複数の都道府県が連携してドクターヘリ事業を運営している地域もある。救急医療用ヘリコプターを用いた救急医療の確保に関する特別措置法によって定義づけられており、「救急医療用ヘリコプター」（ドクターヘリ）とは、救急医療に必要な機器を装備し、及び医薬品を搭載し、救急医療に係る高度の医療を提供している病院の施設として、その敷地内その他の当該病院の医師と看護師が直ちに搭乗することのできる場所に配備されている航空機を指す。
その他
政令市の消防及び都道府県の消防防災ヘリコプターやドクターヘリなどに対応できない救急業務事案が発生した場合には、警察・海上保安庁・自衛隊に要請することもある。国の機関である自衛隊・海上保安庁の出動に当たっては、都道府県知事からの出動要請が必要である。
自衛隊 - 都道府県知事の要請に基づく「災害派遣」という名目で急患搬送は行われる。離島等での急患空輸は特定個人に対する救援活動ではなく、公共の秩序を維持すること（公共性）、差し迫った必要性があること（緊急性）、他に適切な手段がないこと（非代替性）といった諸条件を満たす必要がある。根拠法は、自衛隊法第83条（災害派遣）。
警察 - 個人の生命、身体及び財産の保護、という観点から救急搬送に協力している。根拠法は警察法。
海上保安庁 - 根拠法は海上保安庁法。第十一管区海上保安本部長と沖縄県知事は急患搬送等の申し合わせを行っている。

#### 使用機種
航空救急には、各機関の多種多様な航空機が利用されている。離島の急患搬送には、飛行艇も利用している。
固定翼機
U-125A、C-1、C-130H（航空自衛隊）
LR-2（陸上自衛隊）
HondaJet（徳洲会）。
など
飛行艇
US-2（海上自衛隊）
ヘリコプター
BK117、EC135、UH-60Jなど。

### 組織・事業別

#### ドクターヘリ

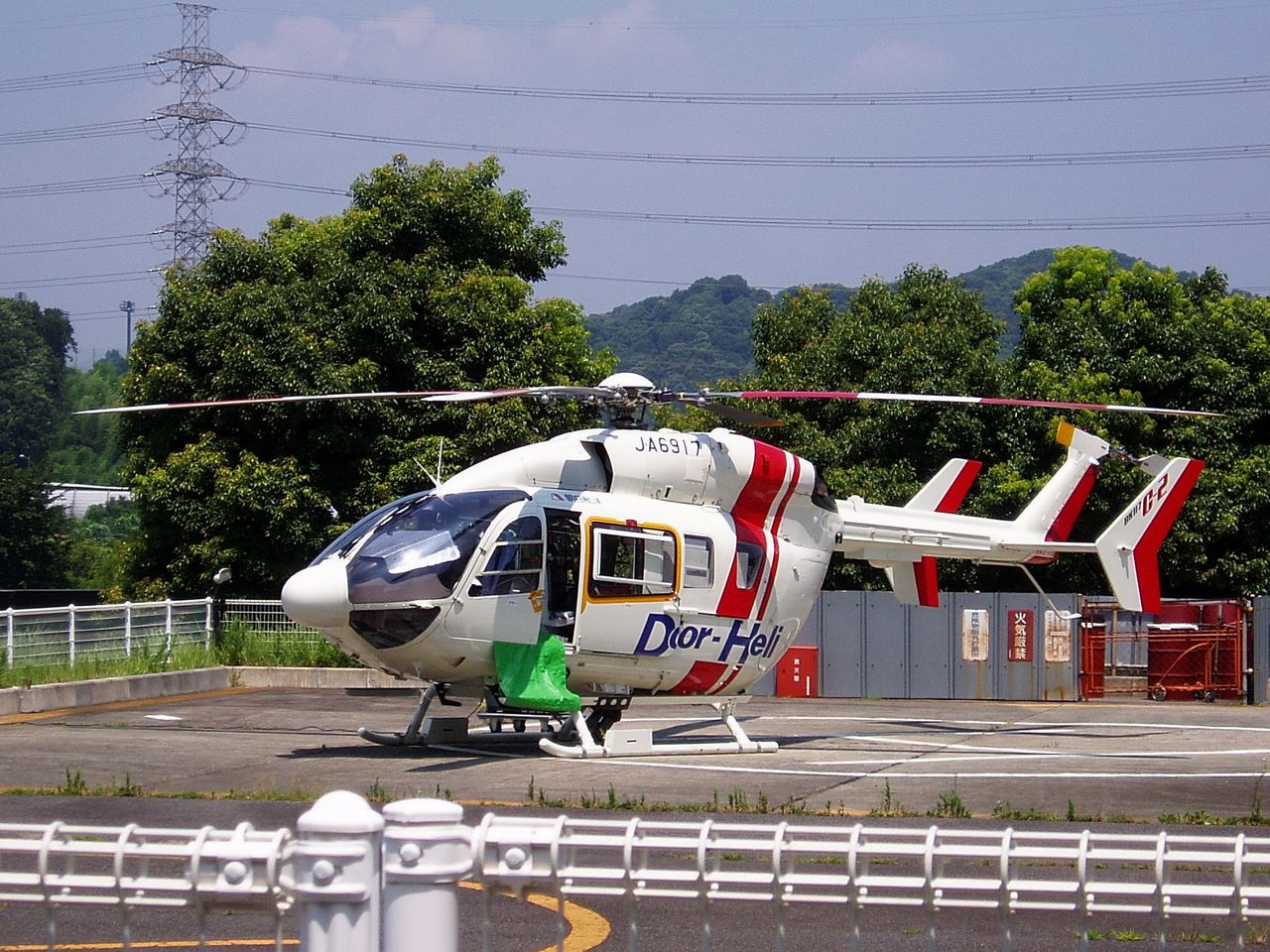
ドクターヘリ（BK117）

日本の場合、厚生労働省と該当する県からの補助を得て、医療機関が事業主体となり救命救急センターを拠点病院として運営される事業である。一般市民の方から出動を要請することはできず、要請できるのは消防機関、警察、役場等の公的機関、および医療機関などである。重篤な患者が発生した場所に医師と看護師をいち早く派遣して初期治療を開始し、救急搬送時間の短縮による救命率の向上や後遺症の軽減、へき地における救急医療体制の強化、災害時の医療救護活動の充実を目的としている。ヘリの運航サービスは民間のヘリ運航会社に委託され、受託運航会社が所有する機材で運航される（機材整備の都合で利用できない場合は代替機が使われる）。日本においては、経済的条件や地形的・気象的条件、場外離着陸場の確保の制約などから1990年代に至るまで、離島・僻地・船舶からの急患移送は行われていたものの、ドクターヘリなど機内や事故現場での治療はあまり行われてこなかった。しかし、1990年代から実験が行われ、その有効性が確かめられてからは、各地域での導入が進められている。日本に先んじて導入されたドイツでは、国内に73機配備されており、国内何処にでも要請から15分以内に到着できる。ドクターヘリ導入後、交通事故の死亡者が1/3に激減したと言われている。

##### メディカルウイング
北海道空港医療ネットワーク研究会による試み
同会は、北海道医師会や航空会社など70団体で構成されている。2010年9月、小型ジェット機による航空医療搬送が試験的に実施された。搬送例は16例。札幌市の丘珠空港を中心に、小型ジェットが離着陸できる道内12カ所の空港を結んで実施された。運航受託会社は中日本航空で、使用機体はサイテーション560。設立当初から『ドクタージェット』として運航されていたが、2009年2月に既に商標登録していたことが判り（登録理由は不明）、2011年11月に『メディカルウイング』に名称変更された

#### 消防・防災航空隊
総務省消防庁は、1998年（平成10年）に「救急隊の編成及び装備の基準」を改正し、回転翼航空機、すなわちヘリコプターによる救急隊の編成について規定を置いた。1995年（平成7年）の阪神・淡路大震災において消防・防災用途のヘリコプターが不足し、災害救助・救急活動に非常に支障を来したことから、以降、各政令指定都市の消防ヘリ・都道府県の防災ヘリ配置が進められていたが、1998年（平成10年）に至ってある程度の消防防災ヘリが配備されたことに伴って、法令整備されたものである。法令では、救急搬送の権限・責務を有するのは市町村消防機関のみであるため、都道府県消防・防災ヘリによって救急搬送するために、各都道府県は管内市町村とヘリ運航協定を締結している。当初は協定のみに基づいて救急搬送が行われていたが、2003年（平成15年）の消防組織法改正において、都道府県も管内市町村長の要請に応じ、航空機を用いて当該市町村の消防を支援できるとする規定（消防組織法第18条の3）が設けられ、消防・防災ヘリによる救急搬送に明確な法的根拠が与えられた。現在は山岳救助活動や水難救助活動、消火活動等と共に消防防災ヘリの重要な任務となっている。消防庁の指導により、救急救命士の搭乗が望ましいとされている。

##### 消防・防災ヘリのドクターヘリ的運航
特定の医療機関と提携して市町村から救急搬送要請があった時、消防防災ヘリに医師を同乗させ、「ドクターヘリ」的運航を行う都道府県・政令指定都市も増えている。

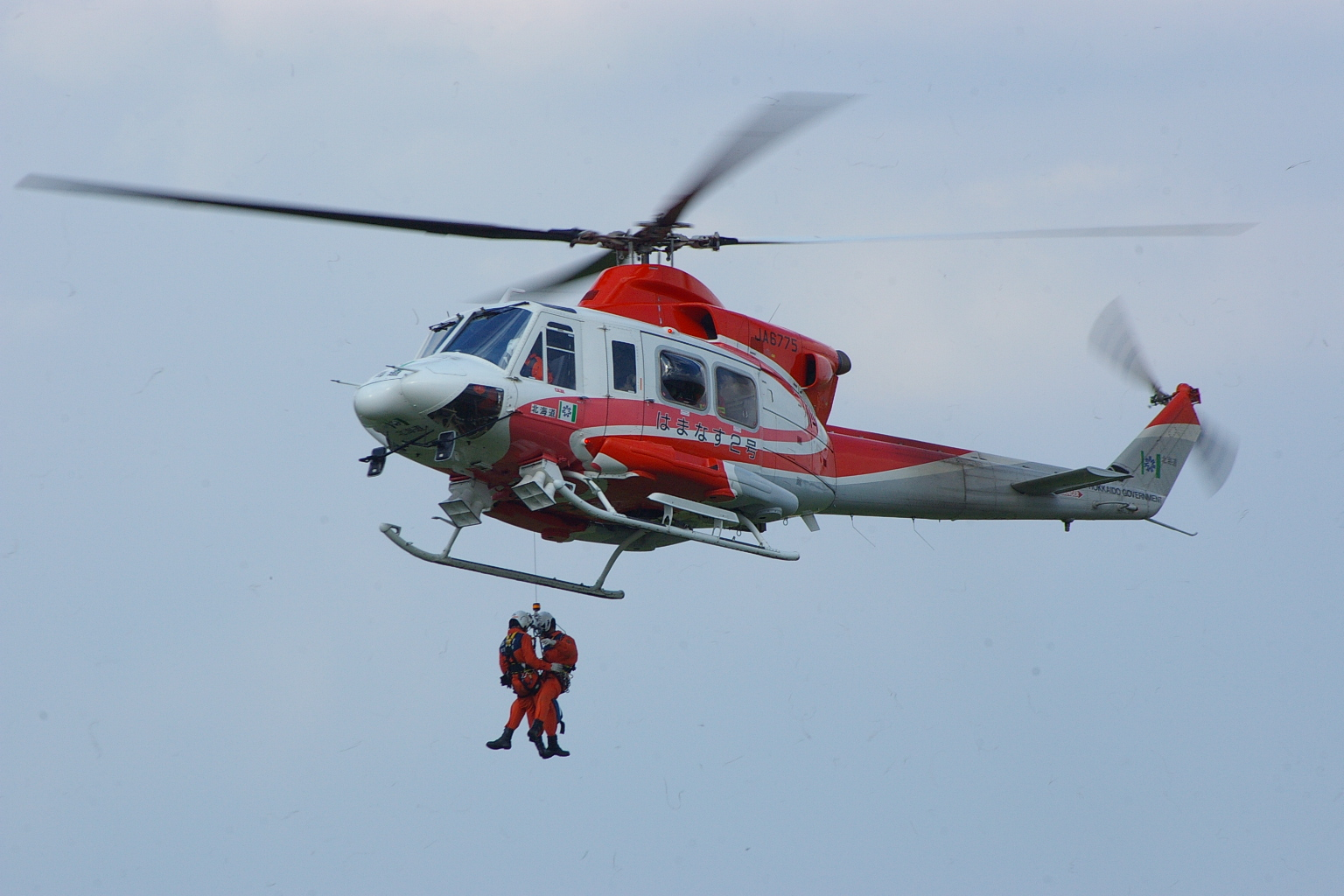
北海道防災航空室 「はまなす2号」
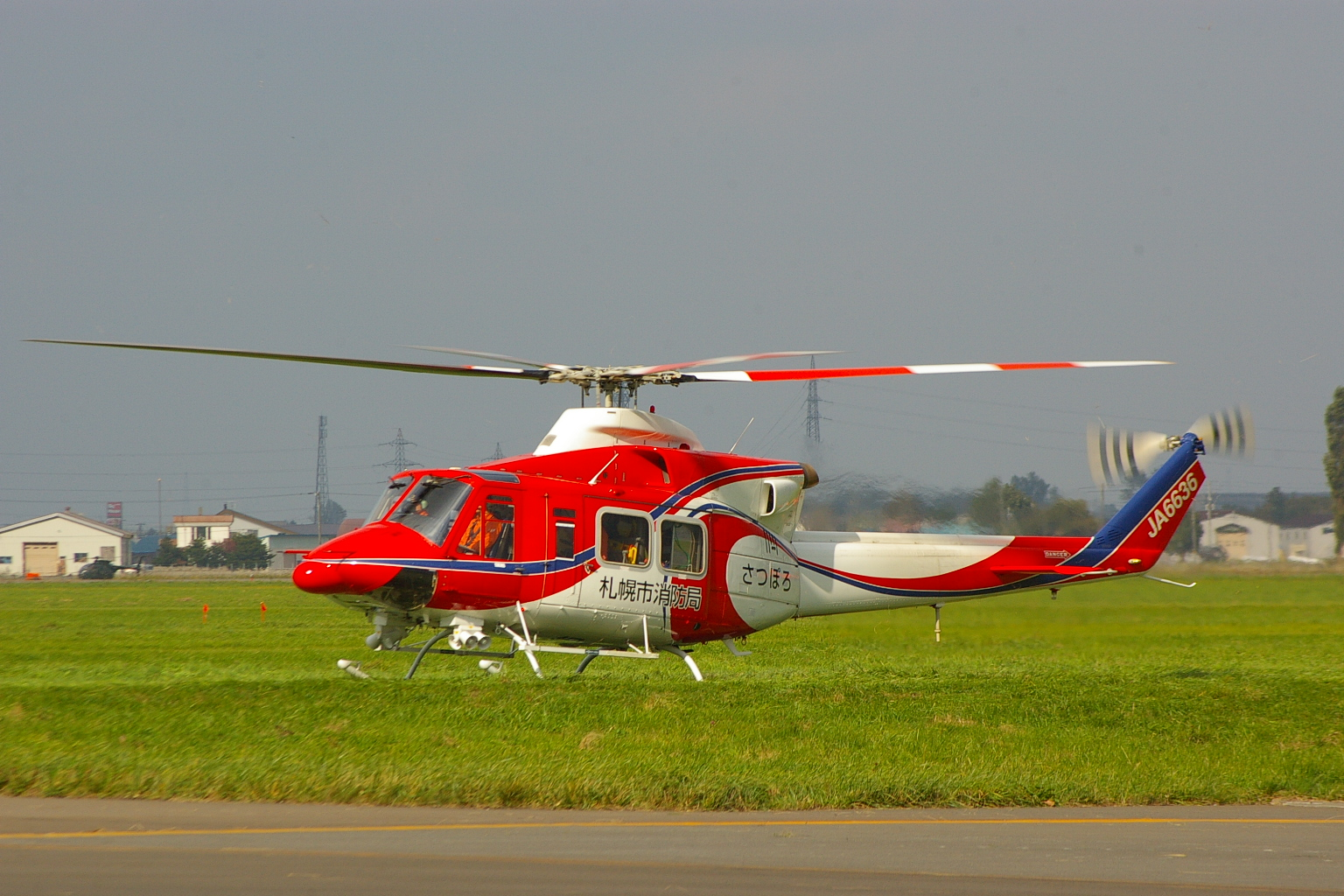
札幌市消防局 「さつぽろ2号」
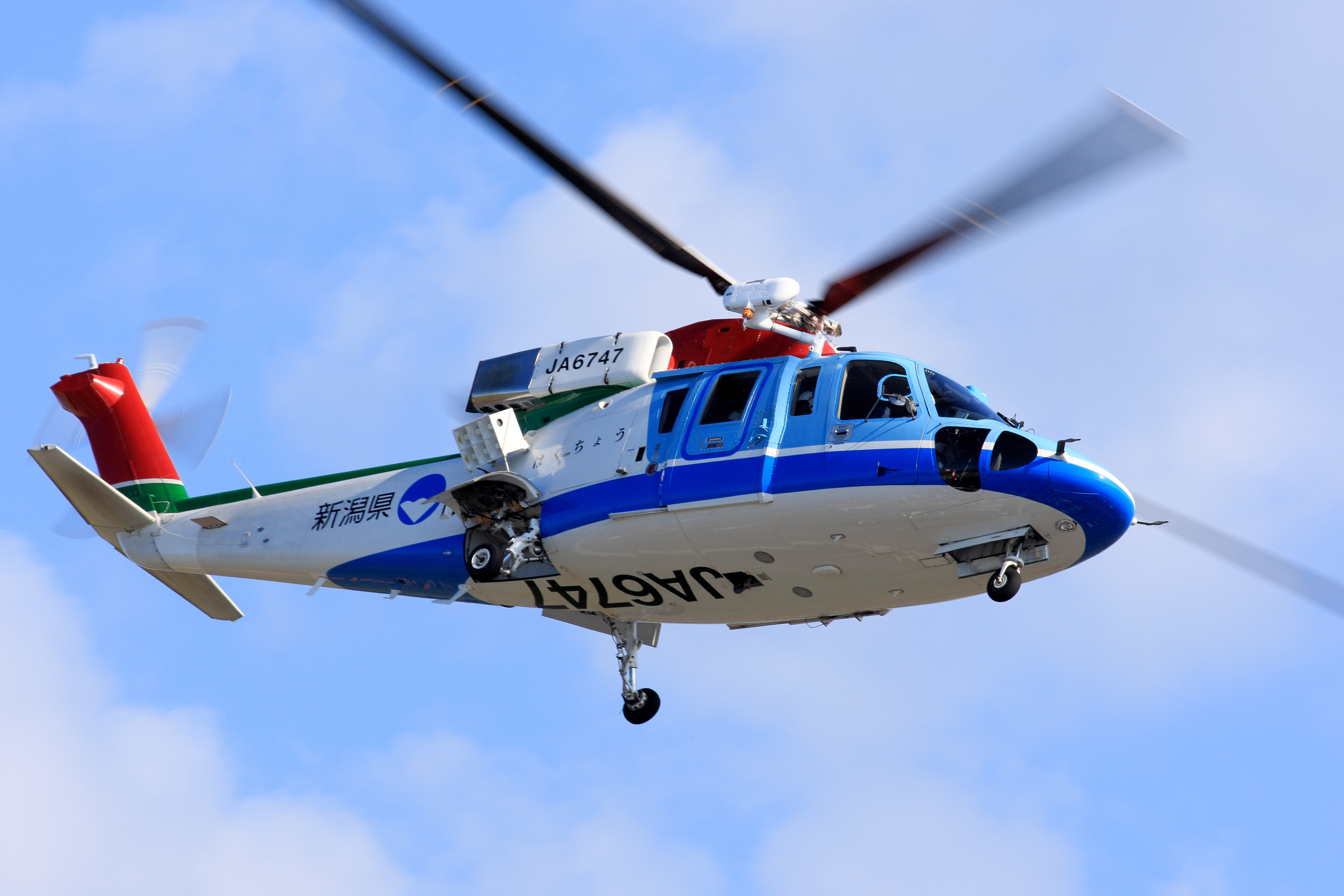
新潟県消防防災航空隊 「はくちょう」
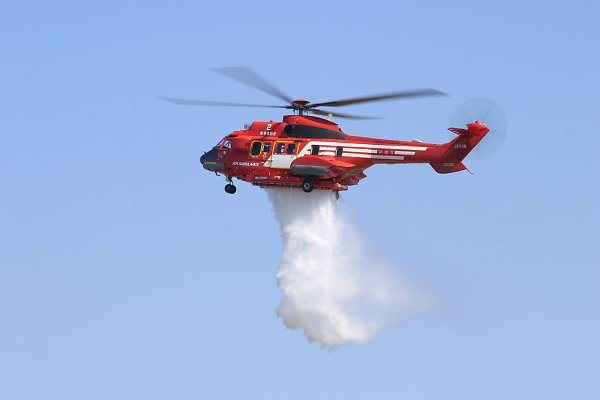
東京消防庁「ひばり」
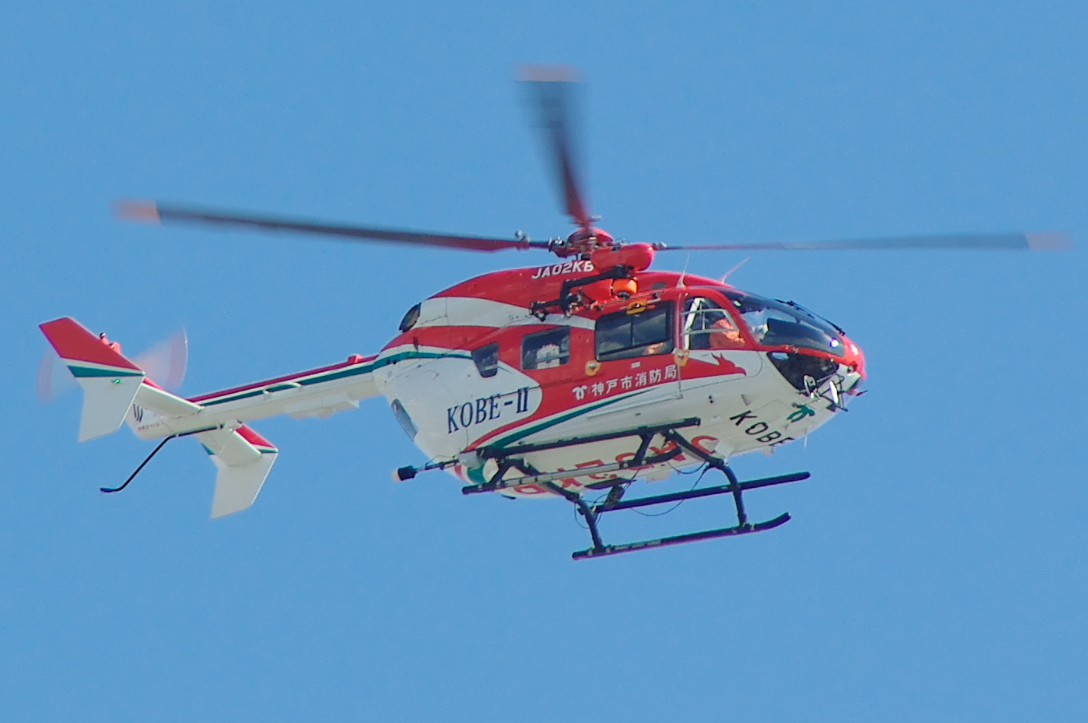
神戸市消防局「KOBE−II」
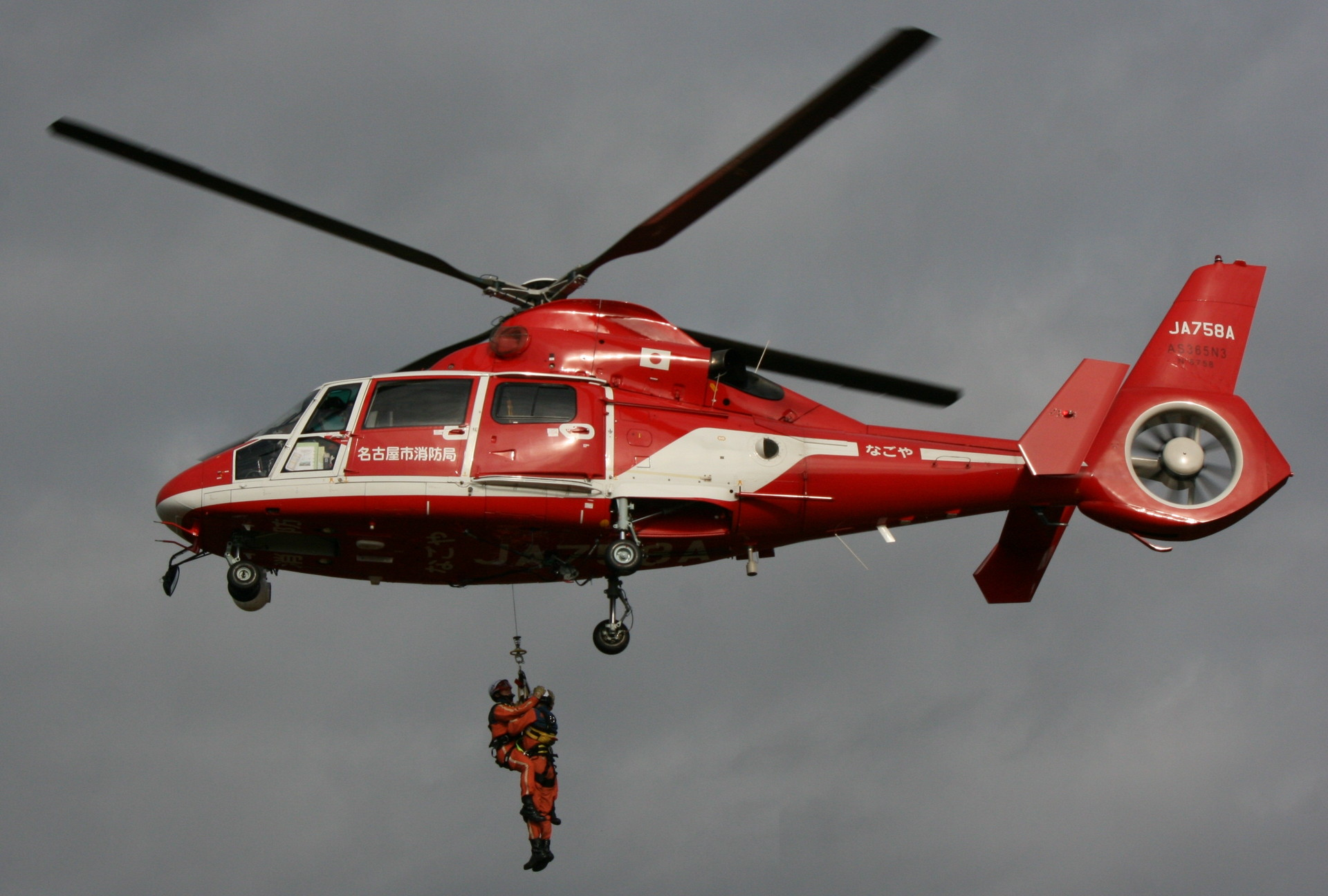
名古屋市消防局「なごや」

#### 都道府県警察航空隊
警察は日常的に救急を扱う立場にはないが、山中における遭難者捜索活動に、警察航空隊のヘリが投入されることが多い。 救助された遭難者を飛行場やヘリポートに搬送して、救急車に引き渡すことが日常的に行われており、ヘリコプター救急が業務の一部として行われている実態がある。また、警察ヘリは全都道府県に1機は必ず配備されているため、消防・防災ヘリが何らかの理由で使用できないときに、消防からの要請により、警察ヘリを使って急患搬送することもある。このような傾向は、特に消防・防災ヘリの配備数が少ない県において顕著である。現在は、ほぼ全県に消防・防災ヘリが配備されているが、以前は、警察ヘリしかなかったため、急患搬送を一手に引き受けていた県が多かった。一部の県では、依然として警察ヘリによる急患搬送の出動数が多く、警邏と並ぶ日常業務のひとつとなっている。当然、地元から寄せられる期待も高い。しかしながら、警察ヘリは主に救命を目的としたものではないため、脊髄損傷が疑われる患者の搬送や、連絡体制についてなお改善の余地がある。

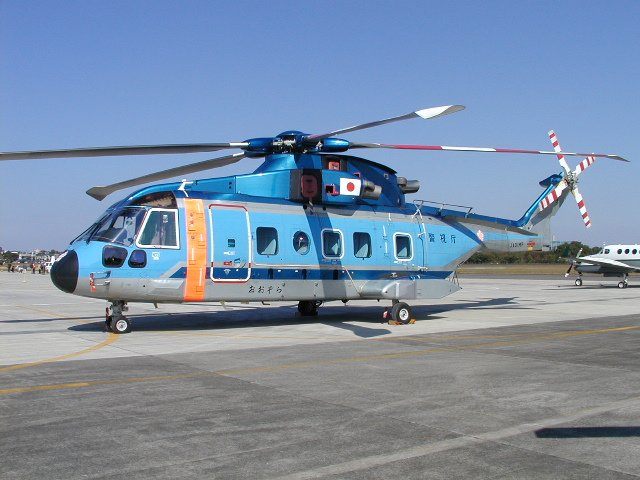
警視庁「おおぞら1号」
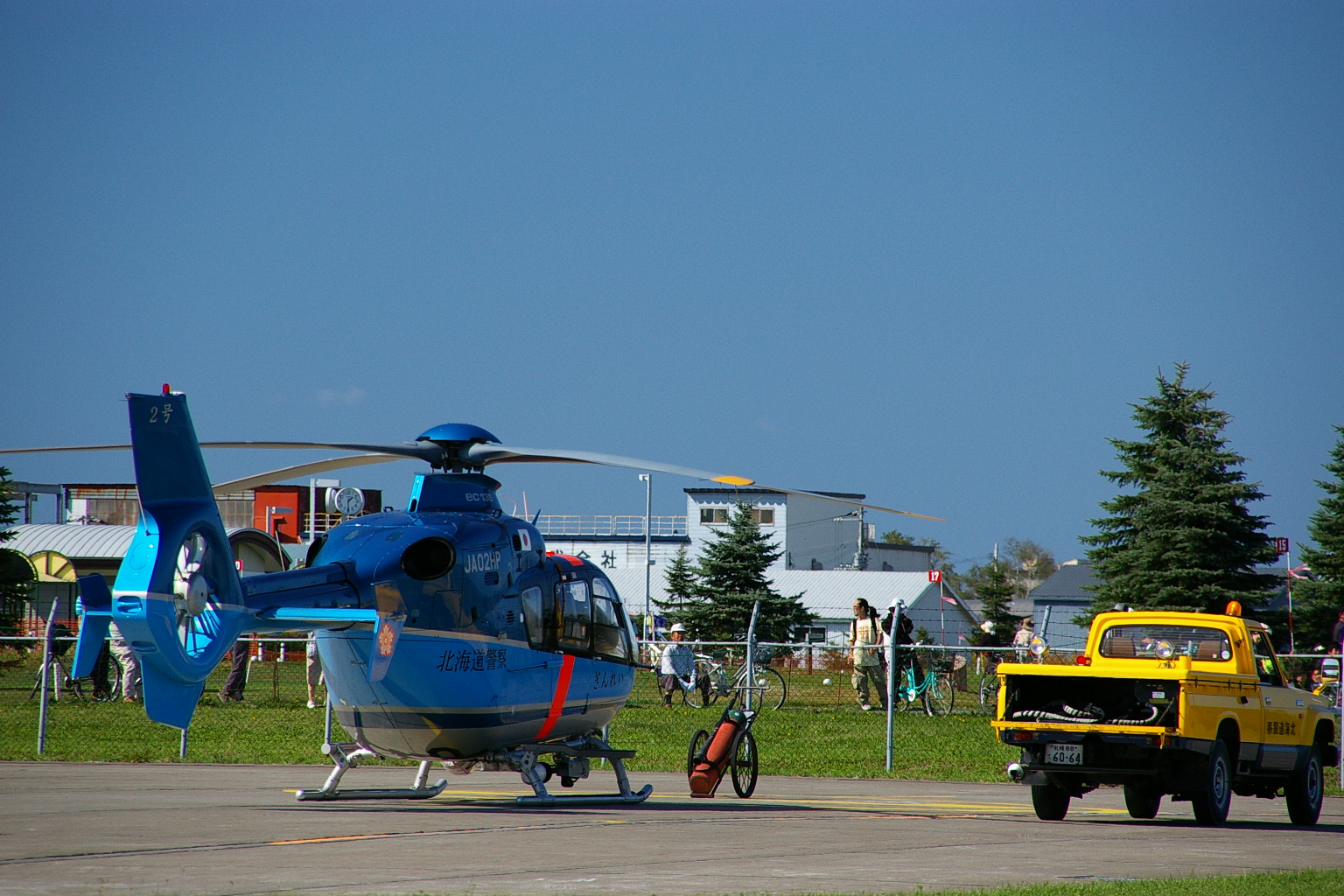
北海道警察「ぎんれい2号」
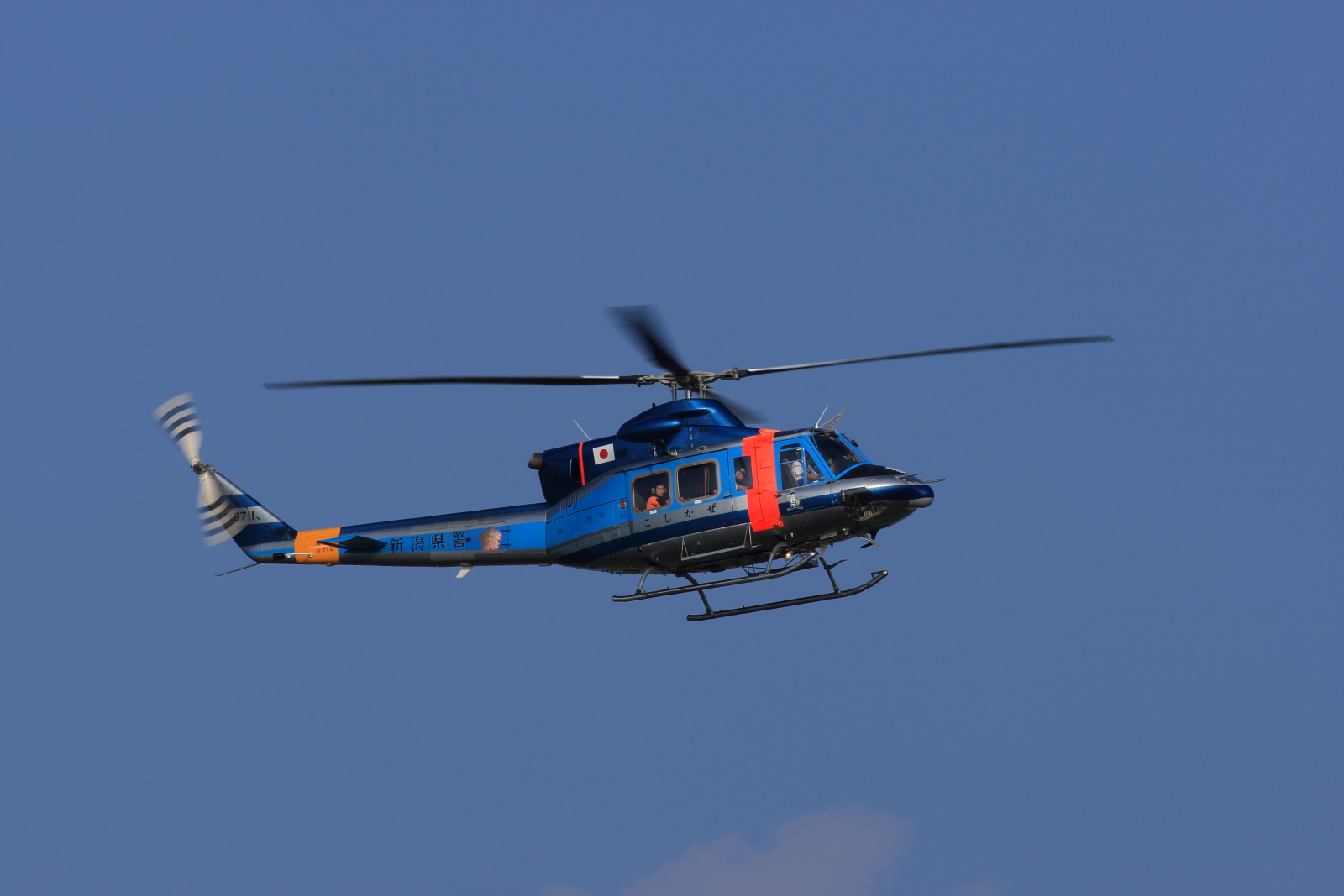
新潟県警「こしかぜ」

#### 海上保安庁

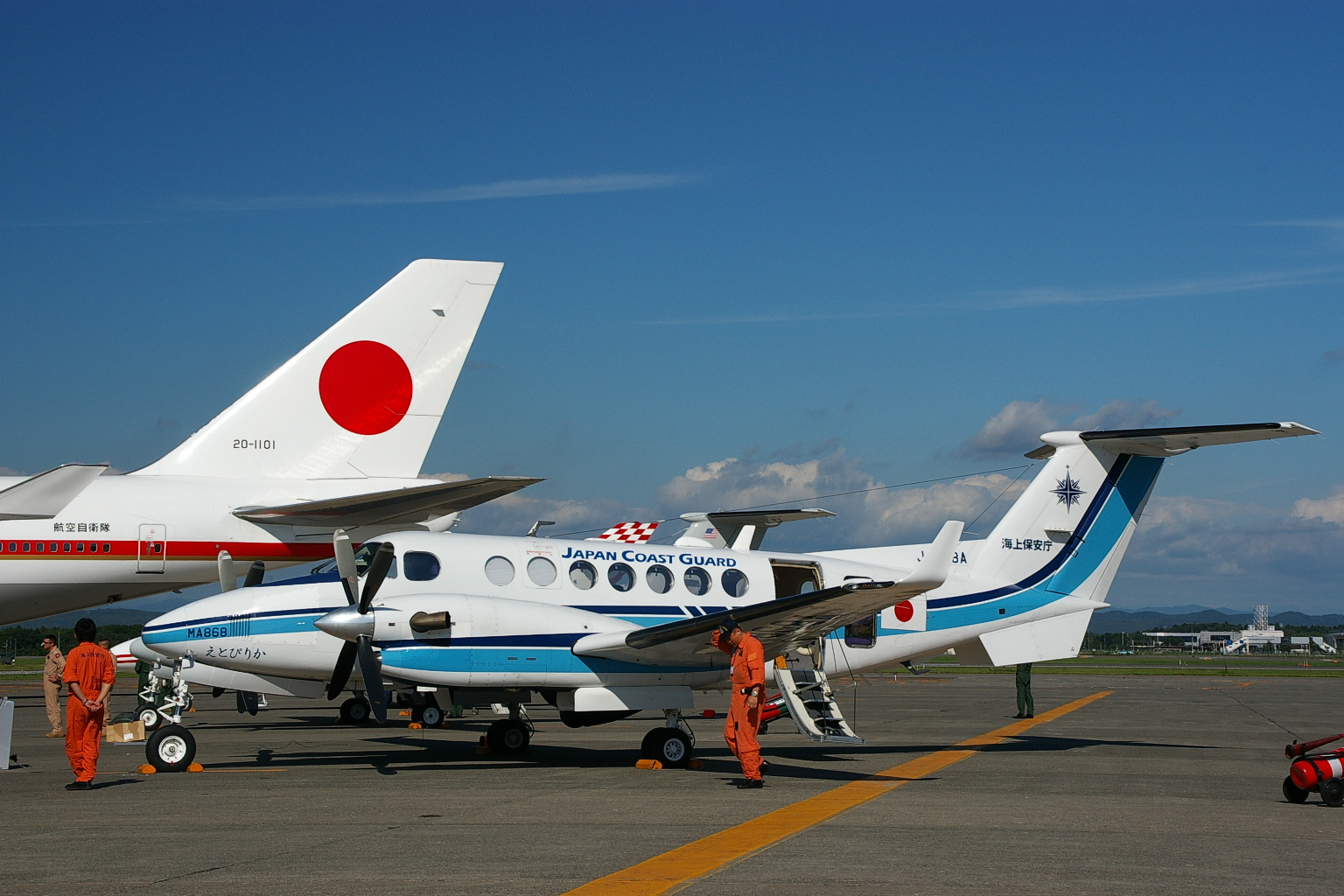
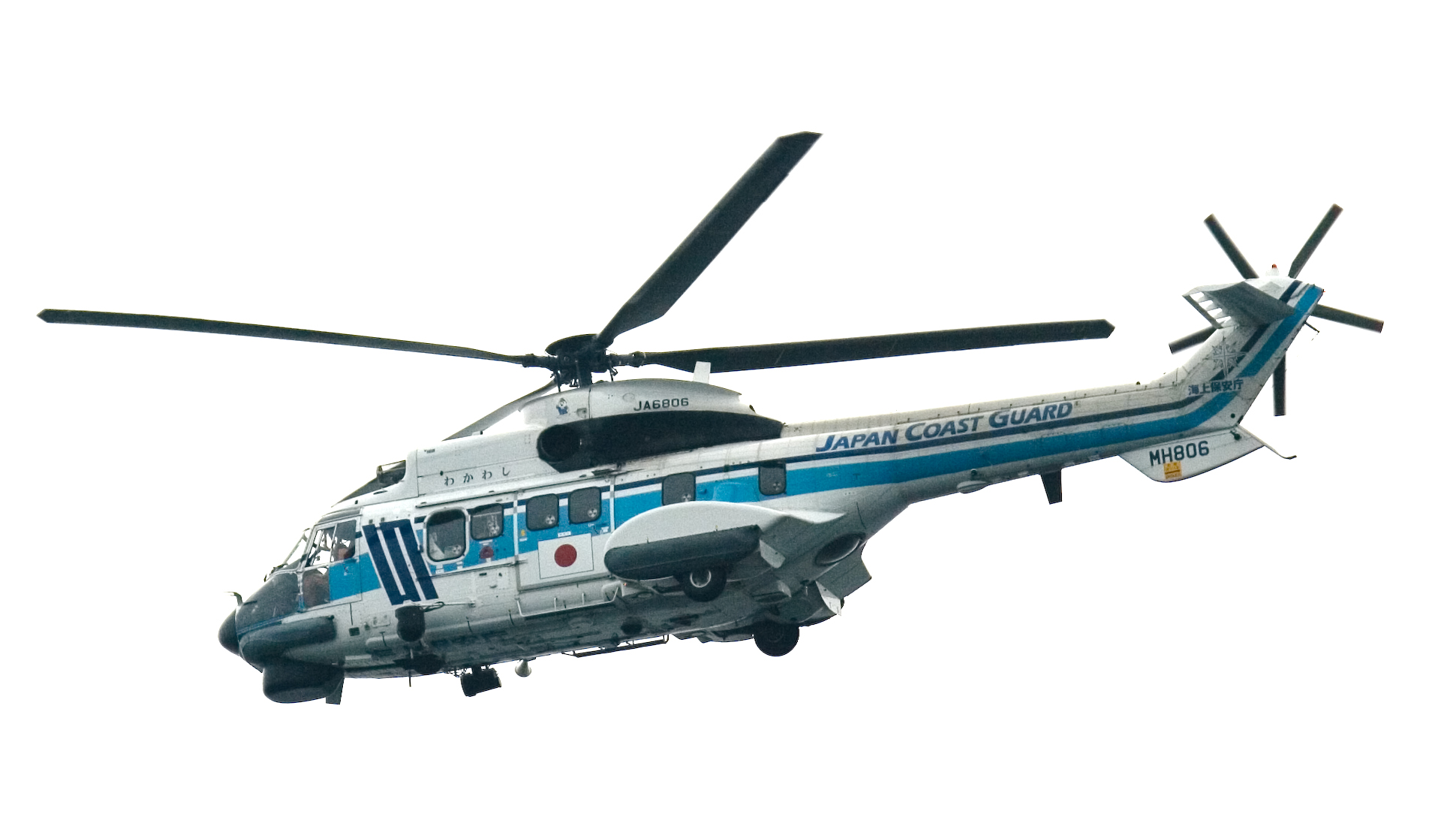

海上保安庁の活動範囲（急患搬送）は原則として海上に限られている。しかし、多数の航空機・船舶を所有し24時間体制で救助活動を行えることから、遠距離または離島について海上保安庁法第2条及び第5条第16号に基づき、都道府県知事からの協力要請を受けてヘリ・固定翼機・巡視船による急患搬送が行われている。急患搬送に当たっては、航空基地や公共ヘリポートで救急車に引き継がれる。
八重山諸島では、沖縄県との協定により、海上保安庁石垣航空基地所属機に急患搬送が任されており、海上保安庁が八重山諸島の救急体制の一翼を担っている。
北海道の釧路航空基地や函館航空基地では海上保安庁のヘリのみが拠点を構えているため、奥尻島の急患搬送（函館）以外にも、要請に基づいて釧路市・函館市内の拠点病院からより医療体制が整っている札幌市内の病院まで、海上保安庁機で重症患者を病院間搬送する場合がある（陸上輸送するには遠すぎるため。丘珠空港で救急車に引き継ぎ）。新潟県中越地震などの大災害でも、陸上の急患搬送を行うことがある。一部の航空基地では、救急救命士の資格を持つ隊員が任務に当たっている。
航空基地
千歳・函館（奥尻島）・釧路・仙台・羽田・中部国際・関西国際・広島・福岡（壱岐、見島）・美保（隠岐諸島）・新潟（佐渡島、粟島）・鹿児島（トカラ列島など）・那覇・石垣（八重山諸島）

##### 日本水難救済会による洋上救急制度
また、航行船舶乗組員の救急医療として、1985年（昭和60年）から社団法人日本水難救済会による「洋上救急制度」が開始された。
「洋上救急」とは急患発生時に、無線または衛星電話により衛生管理者が医師の指示を仰ぐ「医療指示」及び、海上保安庁が指定した医師を速やかに患者の下へ派遣し、巡視船内の医務室やヘリ機内で医師による治療をしながら陸上の病院まで搬送する制度である。このシステムがあるのは日本だけである。
遠方海域で発生した急患を本土まで速やかに搬送するため、現場から本土までの間にヘリコプター搭載型巡視船またはヘリ甲板付き巡視船をヘリコプターの航続距離に合わせ配置し給油を繰り返しながら搬送する「飛び石搬送」を行う場合もある。

#### 徳洲会による医療飛行

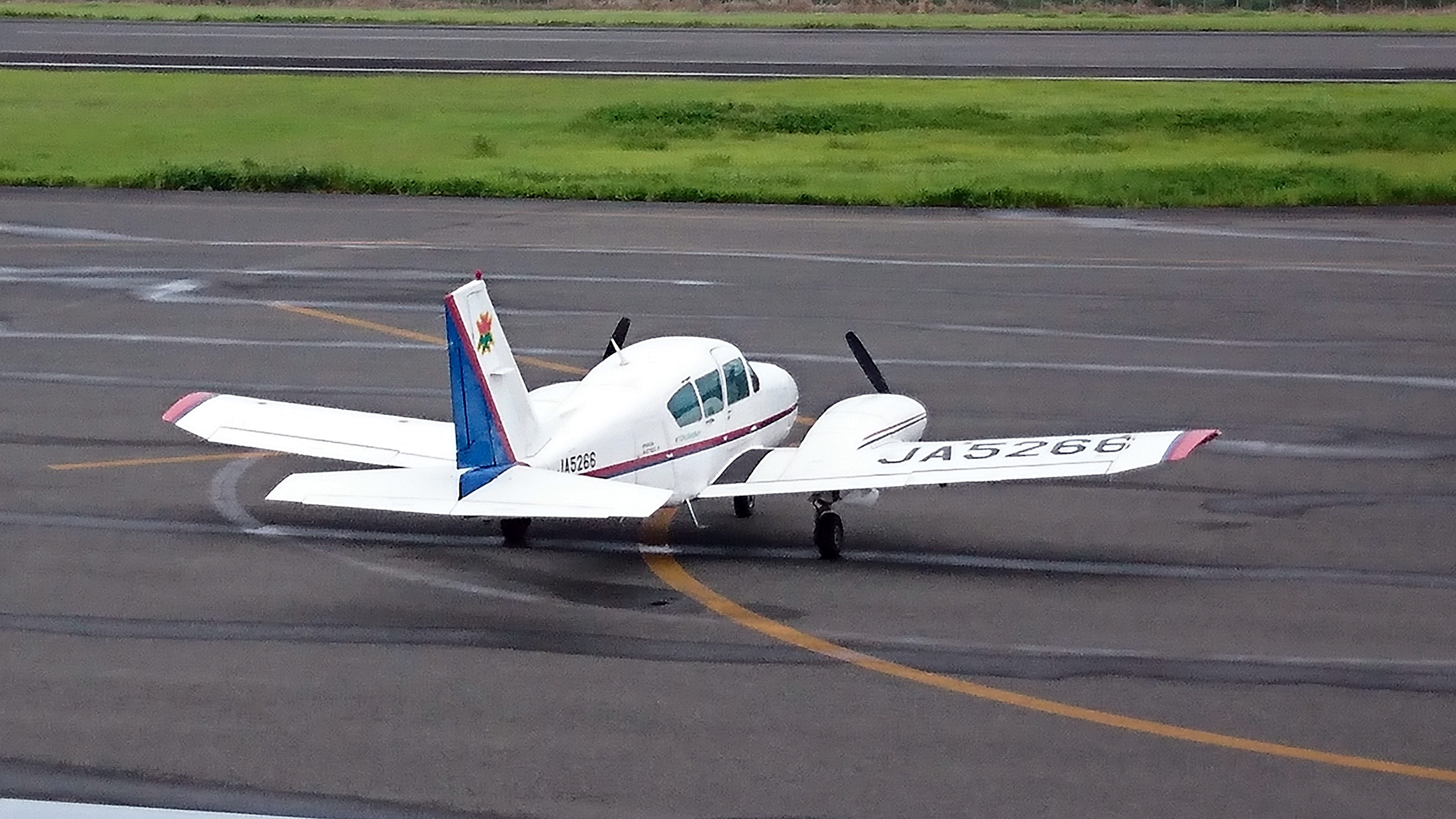
沖永良部空港における7代目徳洲号（2018年6月）

徳洲会は軽飛行機「徳洲号」を1987年（昭和62年）から運用し、那覇空港を拠点に南西諸島の離島間に医療を提供していた。8代目は「徳州ジェット」としてビジネスジェットであるHondaJetを導入し、2022年（令和4年）5月から試験運用を始め、2024年（令和6年）2月1日から八尾空港を拠点に本格運用を始めた。定期運航や島伝いの移動に制限されていた従来の定期旅客便や徳洲号と比べて、医療従事者の離島への移動速度が大幅に短縮された。

#### 防衛省・自衛隊
航空自衛隊、海上自衛隊、陸上自衛隊のヘリや固定翼機による救急は、手続き上面倒であるため、陸上では決して日常的なものではないが、防災ヘリに比べて能力が優れている軍用機であるため、気象条件が厳しく、ヘリポートに夜間照明がない等、ヘリコプター救急体制に不安がある離島については、日常的に各自衛隊による急患搬送が行われている。
特に、防災ヘリがない沖縄県（沖縄本島周辺）では、県から自衛隊に対し、各自衛隊ヘリ・固定翼機による救急搬送が全面的に任されており、沖縄県の救急体制にとって不可欠の存在になっている。小笠原諸島では、硫黄島航空基地を経由した、海自救難飛行隊UH-60Jヘリと哨戒機とのリレー搬送や、厚木航空基地に派遣されている岩国第71航空隊（救難待機）のUS-2飛行艇による急患搬送が行われている。
隠岐諸島では、航空自衛隊第3輸送航空隊のC-1輸送機を使用した、救急車ごと搬送するという変わった急患搬送が行われることがある。急患搬送に当たっては、自衛隊基地や公共ヘリポートで救急車に引き継がれる。
海自救難飛行隊や空自航空救難団の救難隊といった救難専門部隊では、救急救命士、准看護師(MEDIC)資格を持った救難員（空自）、機上救護員（海自）が搭乗する。付き添いの医師も便乗することがある。
航空自衛隊は1958年（昭和33年）より、救難隊が日本で最初のエアーレスキュー(en:Air Rescue Service)として航空機による救難・救助活動や急患搬送などで50年以上の実績がある。
2006年（平成18年）10月1日、航空自衛隊の医官が指揮するC-1輸送機に「機動衛生ユニット」を搭載して機上医療を行うことを研究する航空機動衛生隊が設立された。初めての実戦投入は東日本大震災で、C130H輸送機に搭載された「機動衛生ユニット」を利用して、被災者の長距離転院に利用された。航空機動衛生隊は、常時容態観察が必要な重篤患者の病院間輸送でも活用されている。
航空自衛隊
航空救難団（司令部：入間基地）
千歳救難隊・秋田救難隊・松島救難隊・百里救難隊・新潟救難隊・小松救難隊・浜松救難隊・芦屋救難隊・新田原救難隊・那覇救難隊
三沢ヘリコプター空輸隊・入間ヘリコプター空輸隊・春日ヘリコプター空輸隊・那覇ヘリコプター空輸隊
美保基地第3輸送航空隊（隠岐諸島）
航空機動衛生隊（小牧基地）
など

海上自衛隊
救難飛行隊（航空分遣隊）
千葉県館山航空基地、東京都硫黄島航空基地、長崎県大村航空基地、鹿児島県鹿屋航空基地、山口県岩国航空基地、神奈川県厚木航空基地
救難飛行隊以外のヘリコプター基地
青森県大湊航空基地、京都府舞鶴航空基地、徳島県小松島航空基地

陸上自衛隊
北部方面航空隊：札幌（固定翼機輸送）第2飛行隊：旭川（利尻島など）・第15ヘリコプター隊：那覇（沖縄本島周辺、大東諸島、奄美群島）など各航空部隊が急患空輸を行う

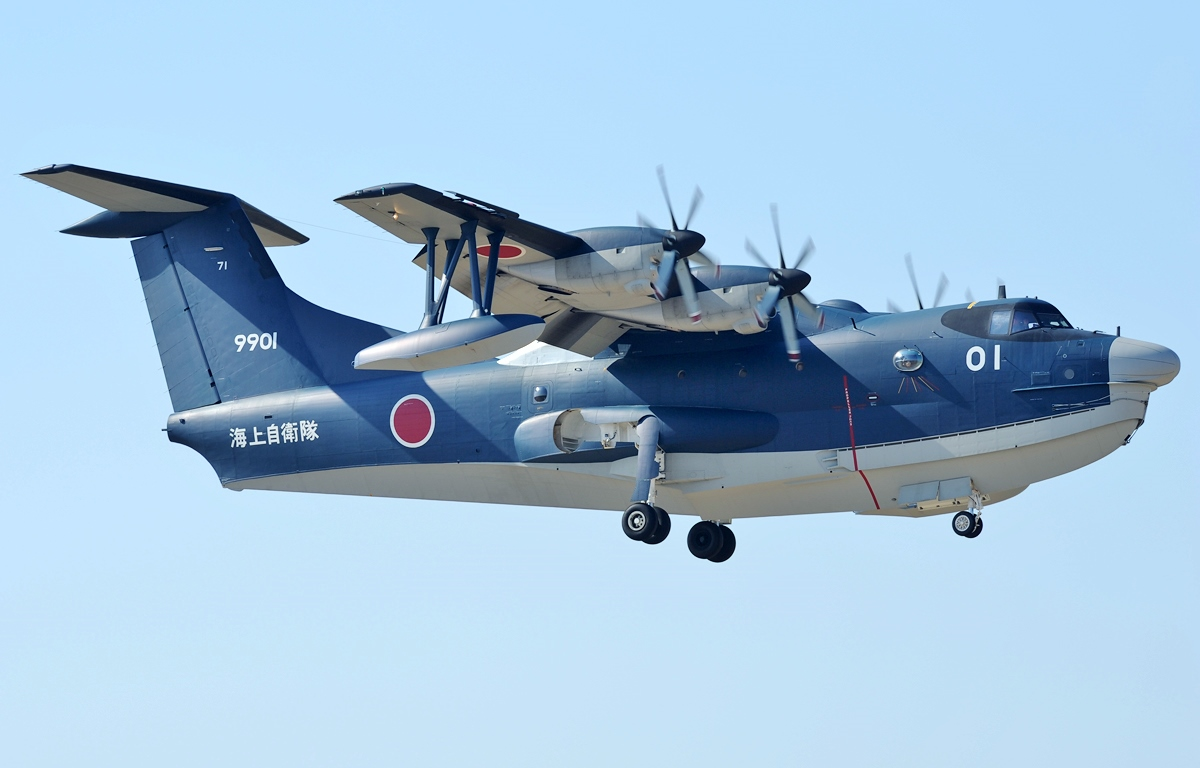
海上自衛隊の救難飛行艇US-2
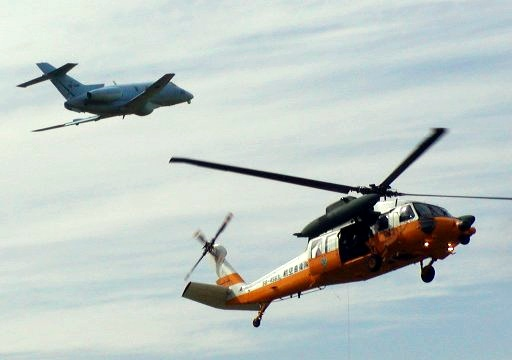
捜索救難活動の実演展示の様子。UH-60J救難機とU-125A捜索機はペアで運用される
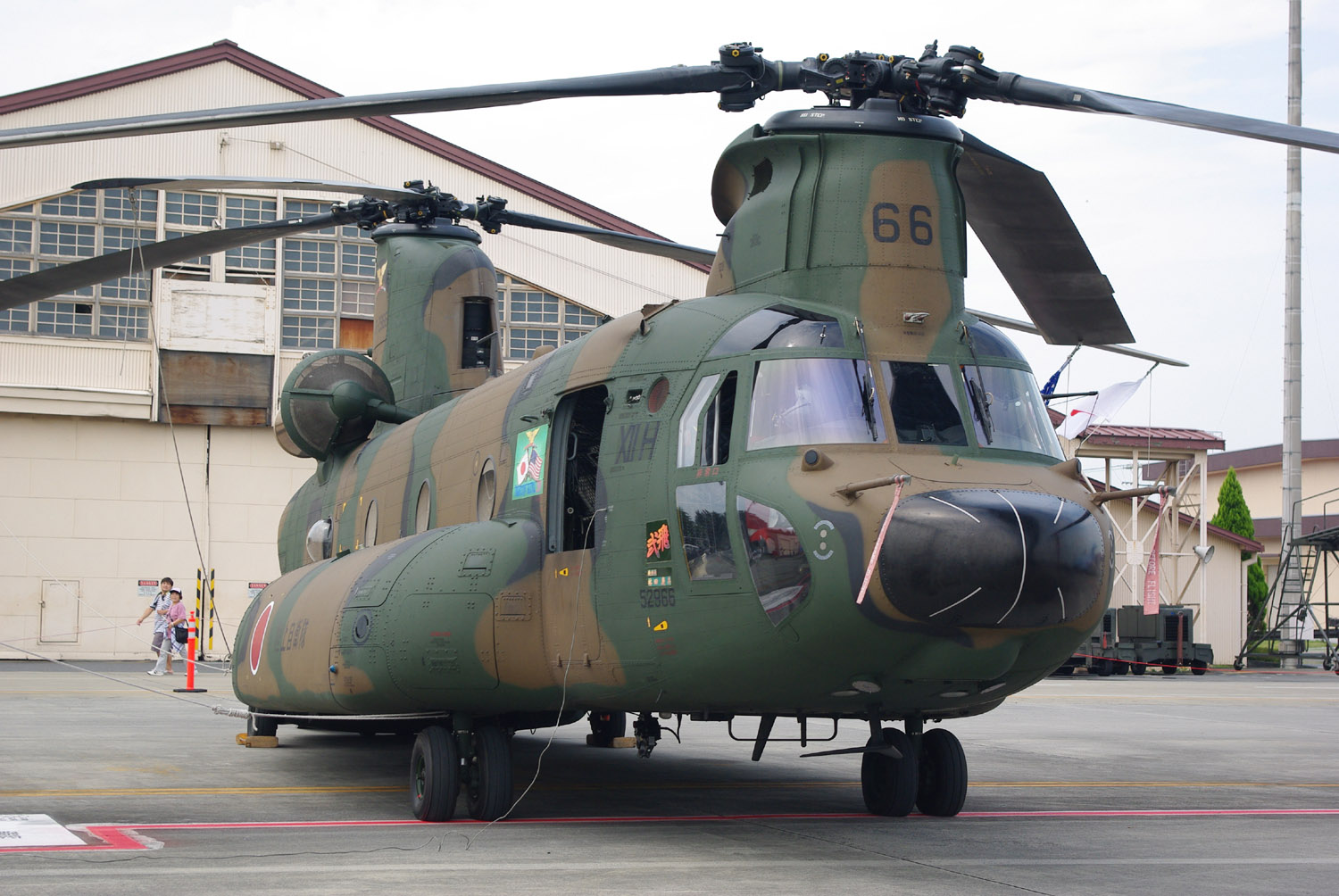
陸上自衛隊のCH-47JA
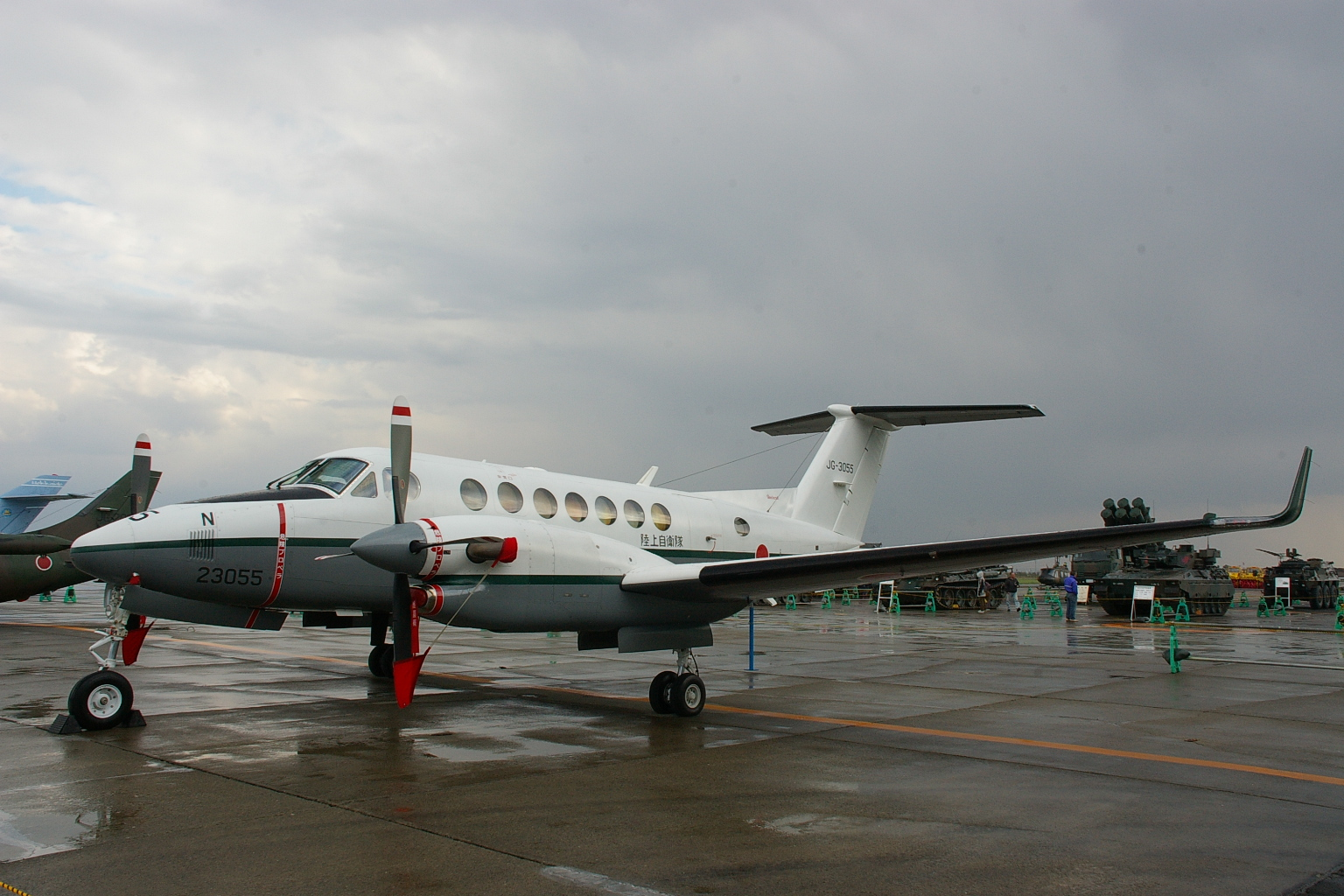
陸上自衛隊の連絡機LR-2。
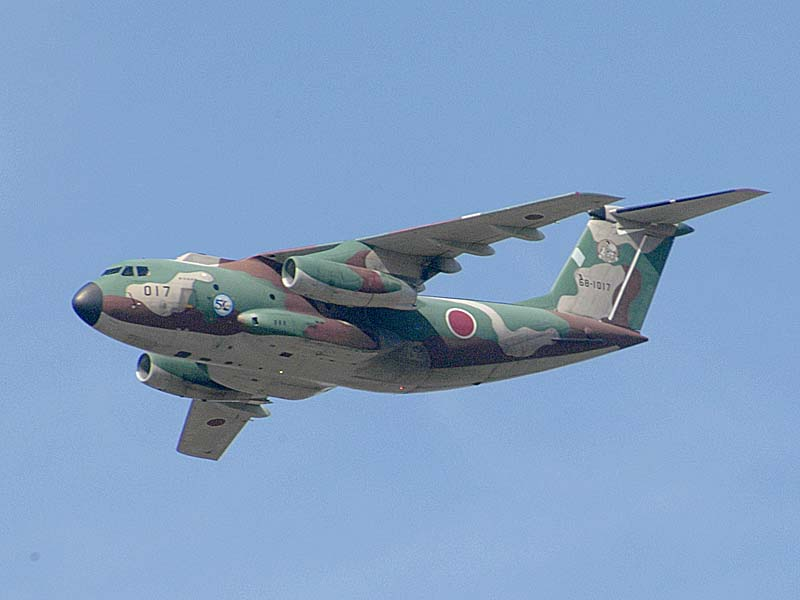
航空自衛隊の輸送機C-1。
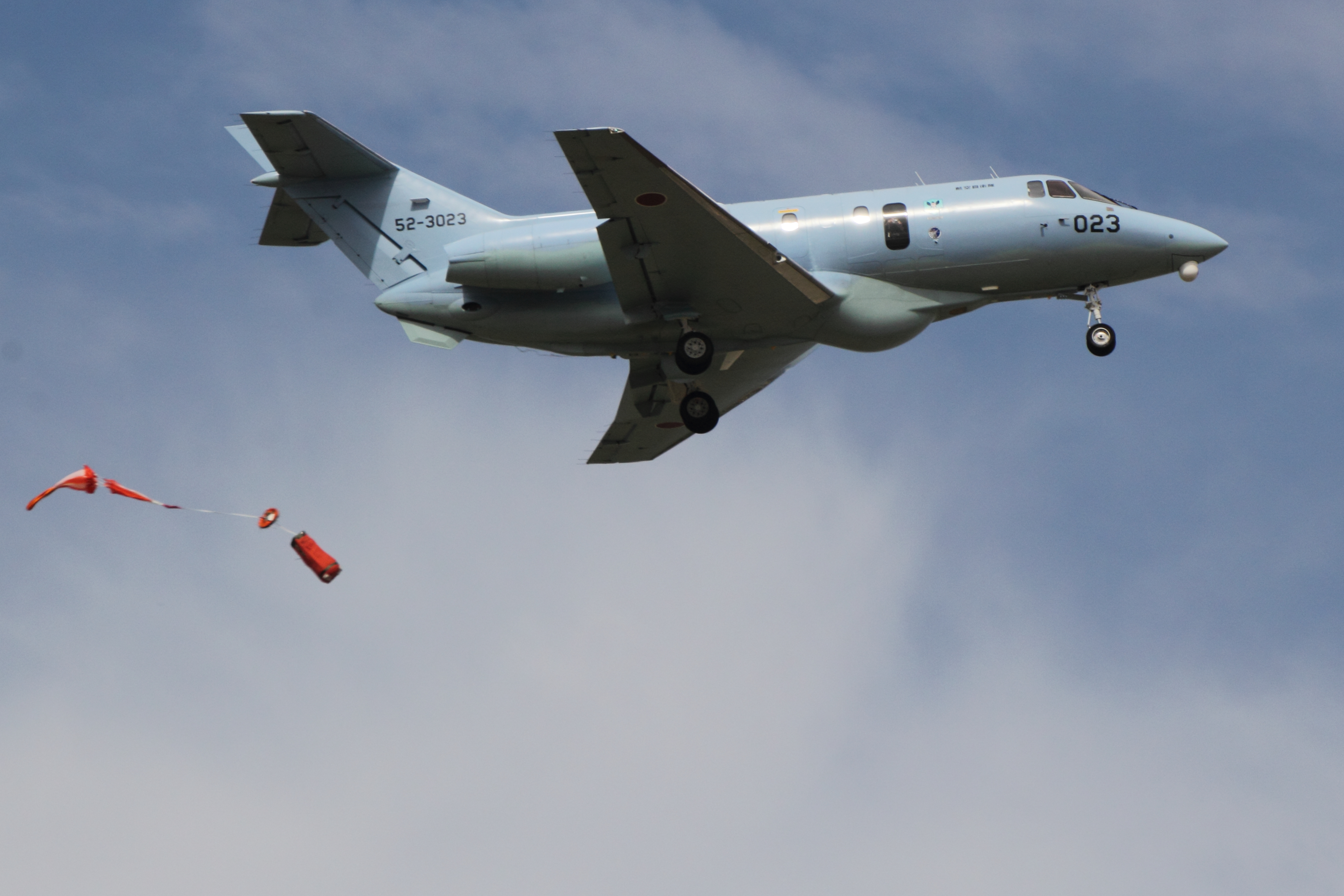
航空自衛隊のU-125A。

### 地域別事情
日本においては、各地の地域事情に合わせた航空救急活動が各都道府県ごとに展開されている。

#### 北海道

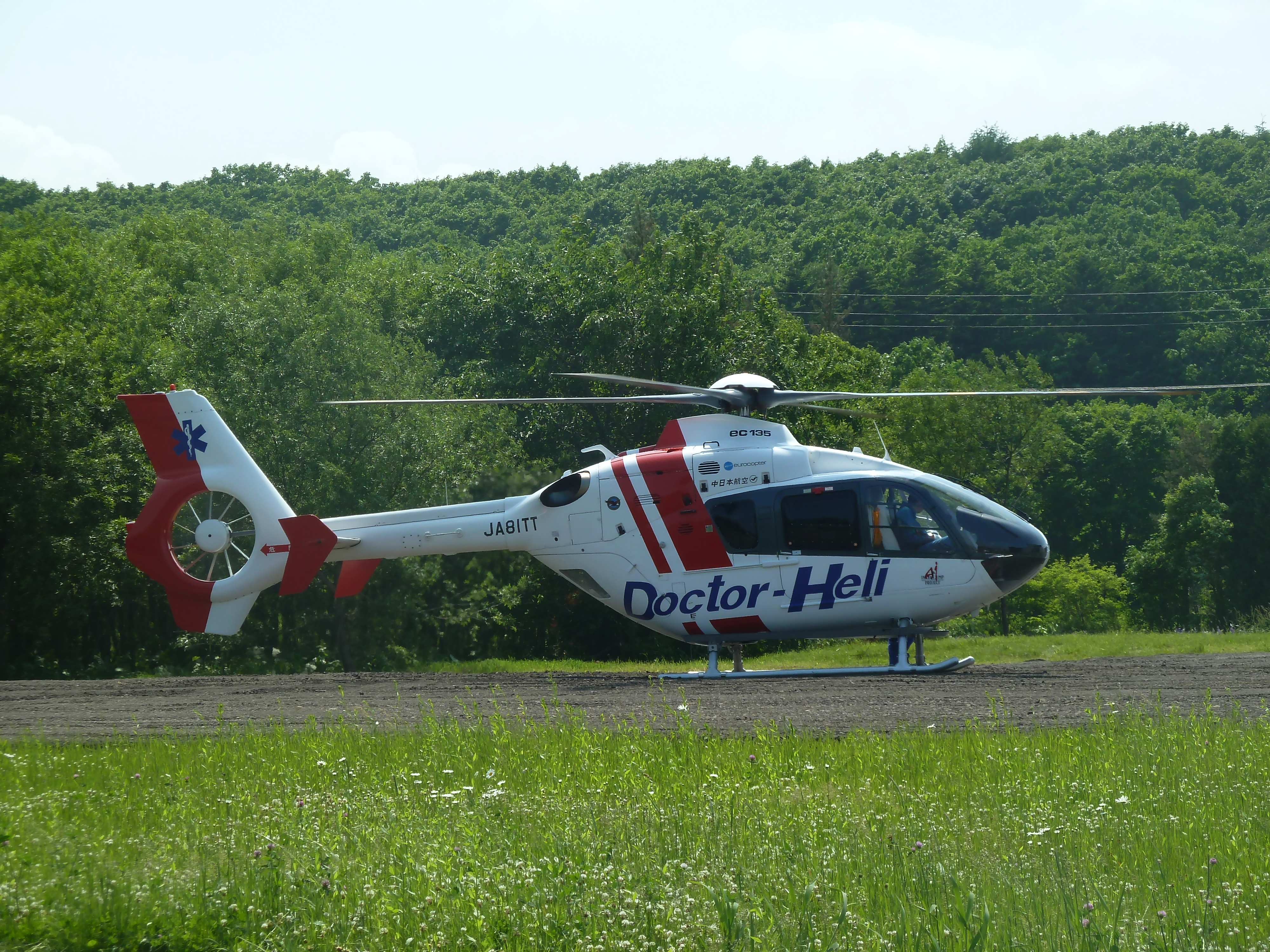
道東に配備されたドクターヘリ

北海道

北海道では多数傷病者が発生した場合には消防からの出動要請を受けた基地病院が消防の代わりに北海道消防防災ヘリに出動要請をだす仕組みになっている。もし消防防災ヘリが出動できない場合には札幌市消防ヘリや北海道警察ヘリなど他機関ヘリによる出動が可能かを調整し、ヘリが出動する。また運行調整部会の主催でドクターヘリと消防防災ヘリ、札幌市消防ヘリとの連携訓練を18年度以降年1回実施し連携体制の確認を行っている。北海道に新たに道東に配備されたドクターヘリは基地病院は釧路市立釧路総合病院、基幹連携病院は釧路孝仁会記念病院とする共同運航とした。これはヘリポートを備える基地病院の市立釧路総合病院に格納庫がない（冬季の北海道では不可欠）ために格納庫がある釧路孝仁会記念病院を基幹連携病院に位置づけた（運用時間後は同病院の格納庫に格納）。運用の中心は市立釧路総合病院だが釧路孝仁会記念病院が運用する日も設け交替で運用する方法がとられた。また市立釧路総合病院付近は海霧が発生し運航に支障をきたす場合もあり、そのような場合は市立釧路総合病院の医師、看護師が霧の影響が少ない釧路孝仁会記念病院に移動して待機する。

#### 東北地方
東北地方のドクターヘリは青森県以外は1機体制だが、4県（岩手、宮城、山形、福島）、北東北（青森・岩手・秋田）、南東北（宮城・山形・福島）、東北南部（山形・福島・新潟）はそれぞれ出動要請が重なった場合などは乗り入れ協定が締結されており、2016年からは東北地方全域で1機+1機の体制となった。
青森県
青森県では、航空救急基盤が完備されている状態に近かった八戸市立市民病院を基地病院としたドクターヘリ事業が2009年3月25日から暫定的に行われていた。2011年6月1日から青森県立中央病院との共同運航体制になった。その後2機目の導入が実現し、青森県内全域・北東北を視野に入れての2機相互協力運航体制が2012年10月1日から始まった。
岩手県
2012年から岩手医科大学の岩手県高度救命救急センターが基幹病院となって1機体制でドクターヘリの運用開始。
秋田県
2012年から秋田赤十字病院の救命救急センターが基幹病院となって1機体制でドクターヘリの運用開始。
宮城県
平野が多く交通網が整っているため導入は遅れていたが、2010年9月より仙台市消防航空隊の消防防災ヘリコプターをドクターヘリ的に運用し、2016年の10月から1機体制でドクターヘリの運用開始。国立病院機構仙台医療センターと東北大学病院に交代で駐機する。これが東北での最後のドクターヘリの導入事例となった。
民間では気仙沼市に本拠を置くNPO法人オールラウンドヘリコプターが救急救命士が同乗するヘリを運用していたが、資金不足により2015年に無期運休している。
山形県
山形県は東北地方の日本海側に位置し、さらに、県内は出羽山地により地理的に内陸地方と庄内地方に分断されている。民間空港は、山形空港（東根市）と庄内空港（酒田市）の二カ所に設置されている。そのうち、山形空港に山形県消防防災航空隊、山形県警察航空隊、陸上自衛隊第6師団第6飛行隊が所在・駐屯しており、消防の要請があれば急患搬送を行っている。その他、特に日本海にある離島、飛島の急患搬送において、秋田県消防防災航空隊や新潟県消防防災航空隊ヘリ、海上保安庁新潟航空基地所属ヘリの出動を要請することがある。山形県では、2012年11月15日から山形市にある山形県立中央病院を基地病院としたドクターヘリ事業が行われている。ただし、基地病院は内陸の山形市に設置されているが、庄内地方の出動要請に際して、標高2000m級の出羽山地を越えなければならないことが大きな出動上の問題となっている。出羽山地の天候悪化とした出動断念が多く発生しており、特に冬期間に顕著である。
福島県
2008年から東北で初めてドクターヘリを運用開始。福島県立医科大学附属病院が基幹病院となっている。

#### 関東
東京都
東京都では、東京消防庁と連携して主に伊豆諸島から24時間体制で消防ヘリ（東京消防庁航空隊）による救急搬送を行っている。東京都立広尾病院（渋谷区）や国立病院機構災害医療センター（立川市）などが医師、看護師の派遣や患者の受け入れを行っている。場合によっては東京都庁舎（新宿区）も使われる。東京都立広尾病院は東京23区内で数少ない平常時にヘリコプター着陸が可能な医療機関であり、病院ヘリポートを使用して重症患者を直接収容している。しかし、夜間の離着陸が不可能であるなど課題も多い。国立成育医療センター(世田谷区)は夜間の離着陸も可能な屋上型病院ヘリポートを有し、母体・新生児・小児に限定しているが24時間体制で重症患者を受け入れている。東京ではこの東京消防庁航空隊の消防ヘリを活用したドクターヘリを東京型ドクターヘリと呼んでいる。
小笠原諸島
小笠原諸島は本土から約1,300km離れており、航続距離1,000km程度の東京消防庁ヘリコプターでは往復することができない。そこで、東京都は海上自衛隊と協定を締結し、海上自衛隊機による急患搬送を行っている。小笠原の父島、母島には飛行場が存在しないため、患者は、US-2飛行艇で直接父島の二見港に入るか、海上自衛隊硫黄島航空基地のヘリコプターによりいったん硫黄島まで搬送される。硫黄島からは、海上自衛隊機（P-3C哨戒機やP-1哨戒機、US-2飛行艇など）に乗り換え、厚木航空基地または羽田空港まで搬送され、待機している救急車に収容されて医療機関へ運ばれる。添乗する医師はほとんどの場合、都内の医療機関から派遣されるため、急患要請を受けると医師は救急車で厚木航空基地へ駆けつけ、自衛隊機で硫黄島へ飛び、現地で患者を収容して再度厚木や羽田へ引き返すという行程である。このため第一報を受けてから、医療機関に患者が収容されるまで最低でも5〜6時間はかかっている。場合によっては、海上自衛隊からの要請を受けて羽田空港の海上保安庁機が硫黄島に向かうこともある。その場合、救急救命士資格を持つ隊員が同乗する。なお、硫黄島には自衛隊医官が駐在しており、本格的な医療設備はないが、応急的な初期治療ができる体制になっている。

埼玉県
埼玉県は、2005年（平成17年）8月1日より県の防災ヘリで救急医療を実施してきたが、出動要請を受けた埼玉医科大学総合医療センター（川越市）の医療スタッフが、川島町の県防災航空センターに待機する防災ヘリに駆け付け離陸するまでに約25分を要することや、大型のヘリのため着陸場所が限られるなどの理由で、これまでの出動件数はわずかに37件であったため、2007年（平成19年）10月26日に、ドクターヘリ導入に踏み切った。
2009年4月より埼玉県は埼玉県防災航空隊の消防防災ヘリコプターを活用して、医師がヘリコプターに乗り込んで患者を治療しながら搬送する「ドクターヘリ」を全国でも初めて、県内全域で夜間も運用する方針を決めた。埼玉県では、ドクターヘリが川越市にある埼玉医科大学総合医療センターに配備されているが運用は日中に限られ、医療機関が少ない山間部を中心に夜間の救急患者の対応が課題となっていた。そこで埼玉県は、日高市にある埼玉医科大学国際医療センターの協力を得て、県内全域の夜間の救急活動を、県の防災ヘリコプターでの対応が決まった。厚生労働省も「ドクターヘリと防災ヘリを連携させた24時間の救急活動は全国に先がけた取り組みで活動の効果に注目したい」と話している。現在埼玉県にはドクターヘリが1機あり、消防防災ヘリ2機がドクターヘリのバックアップ体制をとる。
埼玉県は2008年（平成20年）年度に輸送時間の短縮化等を計るため、ドクターヘリ着陸場所を144ヶ所より3倍の460ヶ所に増やし2009年（平成21年）年度は、高速道路上なども新設する計画。2009年10月7日には埼玉県ドクターヘリ運航調整委員会は高速道路上で一般車両の通行を規制してドクターヘリの離着陸訓練を実施した。交通規制を実施しての高速道路本線上での離着陸訓練は、全国初だという。訓練は、当初は川島インターチェンジより先の工事区間での実施を検討していたが、東日本高速道路株式会社と県警がより実践的にとの見解を示し、坂戸インターチェンジ付近で行われた。訓練では県警が内回り・外回り、そして迂回路の通行止めを実施し川越地区消防局が着陸地点の安全確認を行い本線上に着陸した。
さらに2015年度より埼玉県防災航空隊と県ドクターヘリの新たの試みとして、秩父の山岳救助事案では救命率向上のために原則、ドクターヘリと県防災ヘリのランデブーを行うことなった。これは山岳救助事案の際はドクターヘリと防災ヘリのドッキングを行い、早期に埼玉医科大学総合医療センター（川越市）の医療スタッフのドクターとナースが要救助者に接触して救命処置を行いながら搬送を行うものである。
栃木県

群馬県

茨城県

千葉県

神奈川県

#### 中部地方
新潟県

富山県

石川県

福井県

山梨県

長野県

岐阜県

静岡県

愛知県

三重県

#### 関西・中国・四国地方
大阪府

和歌山県

京都府

兵庫県

奈良県

滋賀県

鳥取県

岡山県

島根県

広島県

山口県

徳島県

愛媛県

高知県

香川県

#### 九州地方

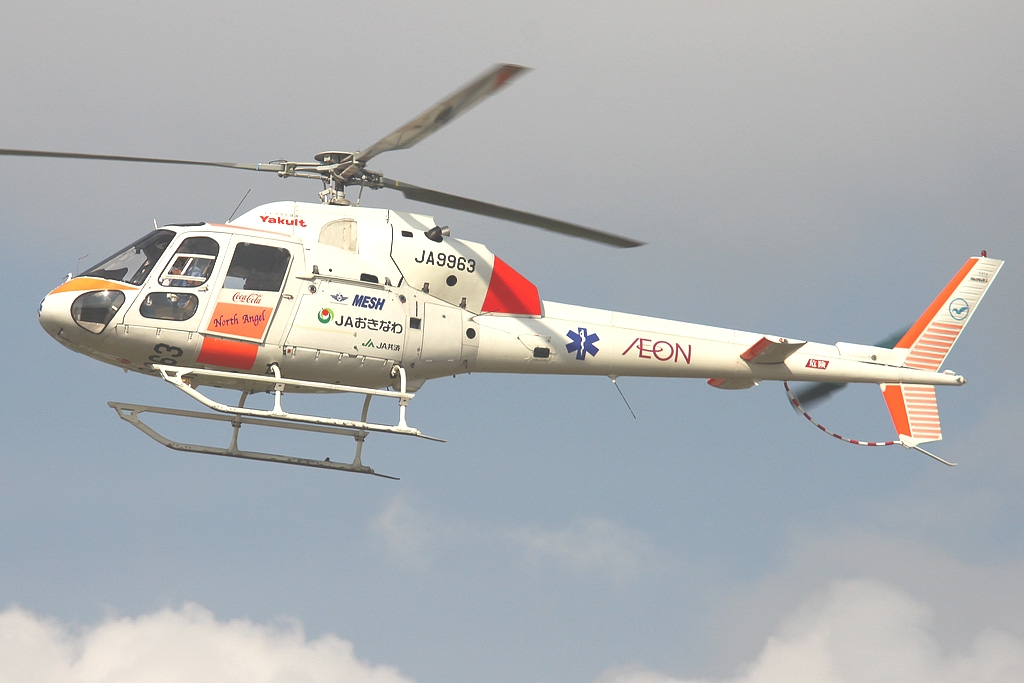
民間救急ヘリコプターMESH

佐賀県・長崎県・熊本県・宮崎県・大分県・鹿児島県は、2019年（令和元年）に防災消防ヘリコプター相互応援協定を締結し、消防組織法第44条の規定による県知事の要請を経ずに、相互に防災消防ヘリコプターの利用が可能になった。
福岡県
福岡市消防局消防航空隊に所属する2機のヘリコプター（BK117D-3「ゆりかもめ」、AS 365N3+「ほおじろ」）が、福岡市の市域にあたる玄界島や小呂島の離島救急を担当するほか、北九州市消防局消防航空隊に所属するヘリコプター（「きたきゅう」）と共に、福岡県が費用を負担する福岡県広域航空消防体制協定を締結している。
また、福岡県と大分・佐賀県、山口県離島の急患搬送も受託する西日本空輸が運航するドクターヘリが久留米大学病院を拠点に運用されている。
佐賀県
佐賀県防災航空隊のBK117 D-2「かささぎ」が佐賀空港を拠点に救急飛行を行っているほか、エス・ジー・シー佐賀航空がによる救急ヘリコプターの運航を2021年3月28日に始めた。
長崎県
オリエンタルエアブリッジが運航する長崎県防災航空隊のAS 365N3「ながさき」が大村航空基地を拠点に運用されている。
熊本県
天草エアラインが運航する熊本県防災消防航空隊のAS 365N3+「ひばり」が熊本空港を拠点に運用されている。
大分県
九州航空が運航する大分県防災航空隊のBK117 C-2「とよかぜ」が大分県央飛行場を拠点に運用されている。
宮崎県
鹿児島国際航空が運航する宮崎県防災救急航空隊のベル412EP「あおぞら」が宮崎空港を拠点に運用されている。
鹿児島県
鹿児島県は離島が多く、県土は南北600kmに及ぶ。そのため、他県に比べてヘリコプター救急の必要性が高い。また県内のヘリコプター救急体制は、おおよそトカラ列島以北と奄美群島と言う2つの系統に分けられている。それに即した形で、鹿児島市立病院導入済み、奄美群島の県立大島病院でドクターヘリ導入が2016年より予定されている。
トカラ列島以北
トカラ列島以北においては、鹿児島国際航空が運航する鹿児島県消防防災ヘリが救急運航が行われている。消防防災ヘリだけで対応できない場合、海上自衛隊鹿屋航空基地所属ヘリ・海上保安庁鹿児島航空基地所属ヘリ・鹿児島県警察航空隊の応援を得ることが多い。特に、海上自衛隊機は能力が優れているため、遠隔地でヘリポートの設備が貧弱な離島への出動回数が多く、搬送人数は2,000人を越え、大村航空基地と並んで、急患搬送の出動数が多い海上自衛隊航空基地である。2011年12月26日からは鹿児島県が主体となり鹿児島市立病院と鹿児島国際航空、西日本空輸などが協力した鹿児島ドクターヘリ運航業務共同企業体に運航委託するドクターヘリの運用を開始した。運用主体となる鹿児島市立病院が老朽化などにより近年建て替え計画があり、それまでは昼間待機している鹿児島市立病院から10分程度かかる浜町ヘリポートへ医師が急行して出動となるため、時間的損失が生じるが県は対策として、ヘリの出動要請は通常、現着の救急隊及び消防隊からの要請による出動になるが鹿児島では救急通報内にある切迫したドクターヘリの出動が必要な「キーワード」による出動要請を行う「キーワード方式」を採用している。因みに浜町ヘリポートは昼間待機のみで午前8時30分から日没まで以外は鹿児島空港に機材と運航要員が帰投する運用を組んでいる。また有視界での運用になるため天候不良時も運用されない。このような運用により鹿児島のドクターヘリは運用開始からの一ヶ月の運用実績は53件で通報から出動要請までの時間は平均8分弱で全国平均の半分近く(2010年度/約15分)の実績となった。
2015年9月9日より鹿児島市の社会医療法人緑泉会米盛病院が鹿児島市与次郎に新病院を新築移転して同時に救急医療ヘリ「レッドウイング」の運用を開始
このヘリは鹿児島県と協定を締結して県ドクターヘリの出動がブッキングしたとき等に補完ヘリとして運用する協定を全国で初めて締結し運用している
2015年4月30日、5月1日の市立病院移転に際しては２日間県ドクヘリとして運航した。
そのために十島村南部に関しては県ドクヘリの航続距離の関係上到達困難の為必要時には米盛ヘリが向かう事になっている。
奄美群島
奄美群島は、九州より沖縄県の沖縄本島が近距離であるため、沖縄本島所在の陸上自衛隊第15旅団第15飛行隊や沖縄県ドクターヘリ(徳之島・沖永良部島・与論島)に航空救急搬送を依頼している。
鹿児島市内のヘリポート問題
本土側における航空救急においては、下記のごとく鹿児島市内のヘリポートが搬送上の問題となっている。鹿児島県消防防災ヘリは枕崎飛行場に拠点があり、鹿児島県警察航空隊と海上保安庁は鹿児島空港、海上自衛隊は鹿屋航空基地といずれも鹿児島市からは遠く、急患搬送の拠点には適さない。そのため、急患搬送の際は、ヘリの機体・所属機関や搬送先の医療機関によって、鹿児島港本港区にある「浜町ヘリポート」、谷山港区にある「谷山ヘリポート」へと搬送される。そこで救急自動車に引き継がれる体制になっている。うち、海上自衛隊機や海上保安庁機が使用することが多い谷山ヘリポートには、災害応急業務嘱託員を配置して24時間の搬送受け入れ体制を取っている。しかし、浜町ヘリポート・谷山ヘリポートともに、鹿児島港整備事業の中で、用地の有効利用を図るために鹿児島県が仮設で設置した場外離着陸場に過ぎず、恒久的なものではない。また、谷山ヘリポートは鹿児島港の南端にあり、鹿児島大学医学部附属病院まで14分、鹿児島市立病院までは約17分を要している。2015年、鹿児島県は、鹿児島港中央港区の人工島「マリンポートかごしま」内に、急患搬送に対応する恒久的なヘリポートを整備した。

沖縄県
アメリカ合衆国による沖縄統治時代の琉球政府では、厚生局が吊り下げ救助装置と非常用フロートを装備した川崎重工業製ヒューズ 369HS型ヘリコプター2機による、宮古諸島・八重山諸島の巡回医療と救急輸送業務が計画された。沖縄返還と同じ1972年（昭和47年）5月15日から、第十一管区海上保安本部石垣航空基地を拠点に行われた
1972年の日本復帰以降、陸上自衛隊の災害派遣や海上保安庁と結んだ協定「沖縄県内における急患輸送等の救援に関わる申し合わせ」に基づき、航空機による救急搬送が行われている。また航空機に添乗する医師・看護師確保のため、「ヘリコプター等添乗医師等確保事業」があるものの、ドクターヘリのように医師・看護師が常時搭乗するものではなく、傷病者の状態により判断され、その都度搬送病院若しくは離島診療所の医師・看護師が同乗する。本土復帰以来の搬送実績は、本島周辺離島（陸上自衛隊）7,000件、先島諸島（海上保安庁）2,000件を超えている。陸上自衛隊や海上保安庁による急患搬送は24時間体制で行われており、空港のない離島のヘリポートにも夜間離着陸を行なっている。それ故、搭乗員への負担は大きく過去には墜落事故も起こっている。2005年7月から浦添総合病院（浦添市）が民間救急ヘリのU-PITSの運行を開始し、2008年12月から浦添総合病院救命救急センターを基地病院とし、沖縄県ドクターヘリが運航を開始した。本島周辺100kmをカバーし、鹿児島県の徳之島、沖永良部島、与論島へも要請により出動している。病院隣接地にヘリポートが置かれておらず、読谷村内にヘリポートと格納庫を設置し医師・看護師・運航スタッフが待機している。
MESH-MESHサポート
2007年6月からは、名護市にある北部地区医師会が北部地区医師会病院を基地病院として、ヘリコプターによる救急医療サービスを開始した。これは、病院隣接地に臨時ヘリポートを設置してチャーターしたヘリコプターを常置し、通報を受けて救急医療に精通した医師、看護師を派遣するもので、ドクターヘリに準じた2年間の研究事業である。これは、道路整備の遅れから、名護市までの搬送に90分以上かかることもある沖縄本島北部（国頭郡）の救急事情の改善を図るものであり、国頭消防本部管内で行われている。一方で国頭郡では、郡内にある診療所を閉鎖し、名護市内の病院に医師を集約することで、十分な医師数の確保及び医師の過重労働の軽減を図り、病院の医療体制を強化する方向であるとされ、その功罪が議論されている。なお、北部医師会が行っている事業はMESH(Medical Evacuation Service with Helicopter)と呼ばれている。2009年6月14日までは、北部地区医師会のMESHが資金難により運航休止に追い込まれていた。これは先に成立したいわゆるドクターヘリ整備法においてもヘリの常駐先は原則救急救命センターであることから、その以外の病院では助成が受けられないためである（救急救命センターの多くは大都市近辺に配置されており、必然的にヘリ配備は離島・山間地等搬送に時間を要す地域よりも大都市周辺が優先されている）。MESH再開には、病院救急部医師がNPO団体（NPO法人MESHサポート）を立ち上げ、2009年6月15日以降運行を継続しているが、半永久的な運営に向けてサポーター会員や募金及び寄付を募るなどして奮闘し続けている。2018年10月末をもってヘリコプター運用を終了し、2018年11月に（2015年にクラウドファンディングの資金で(中古)購入し試行運航していた）ビーチクラフト ボナンザ（活動半径700km）による患者移送に移行した。

### 課題
事故
自衛隊
1990年2月17日、宮古島へ向かった陸上自衛隊第101飛行隊（現・第15飛行隊）のLR-1が海上に墜落。乗員3名と添乗医師1名が死亡した。
2007年3月30日、陸上自衛隊第101飛行隊のCH-47大型輸送ヘリコプターが、急患搬送のために鹿児島県徳之島に向かっていたところ、同島で墜落した。乗員4人が死亡した。
資金難
民間のドクターヘリは運航に必要な資金を募金に頼っていることが多く、経営が不安定である。

## オーストラリアにおける航空救急
オーストラリアは国土が広大であり1928年にはドクターヘリが導入されていた。

### RFDS
民間非営利団体RFDSは医師が添乗する24時間体制の無料ドクターヘリを運用している。22か所の拠点を有する。費用は公費、寄付、基金などから賄われている。

### ニューサウスウェールズ州
ニューサウスウェールズ州は民間委託の有料ドクターヘリを運用している。9か所の拠点を有する。

## アメリカ合衆国における航空救急
アメリカ合衆国では1972年にドクターヘリが導入された。
搬送主体は、州、警察、消防、病院、民間事業者、非営利団体など多様で、公的機関であれば公費、民間機関であれば民間保険等から財源をあてている。
アメリカ合衆国では夜間飛行が全飛行時間中の1/3を占めている。そのため飛行条件が一般的なヘリコプターの飛行条件よりも悪くなりがちであり、事故も多くなる傾向がある。
「1998年から2005年までの8年間に89件の事故」があり、「うち31件が死亡事故で、死者は75人」発生した

## ヨーロッパにおける航空救急

### ドイツ
ドイツでは1970年にドクターヘリが導入された。
搬送主体は公的機関またはドイツ自動車連盟などの民間非営利団体である。拠点は64か所。ドクターヘリには医師が添乗するが主に昼間の運用である。利用料は無料で搬送主体が加入している医療保険から財源をあてている。

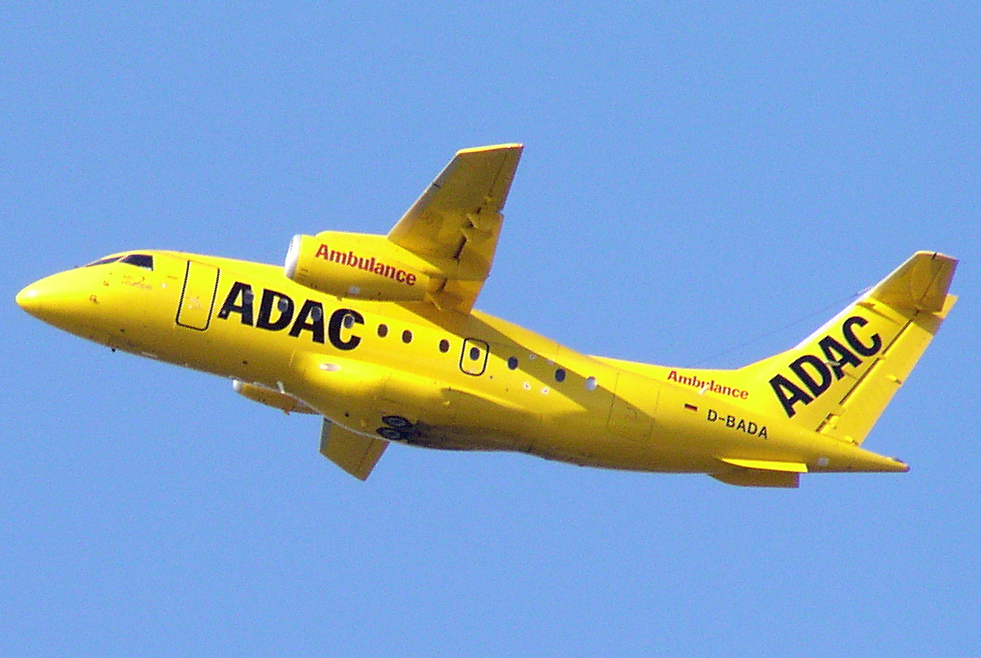
ドルニエ 328-300型機
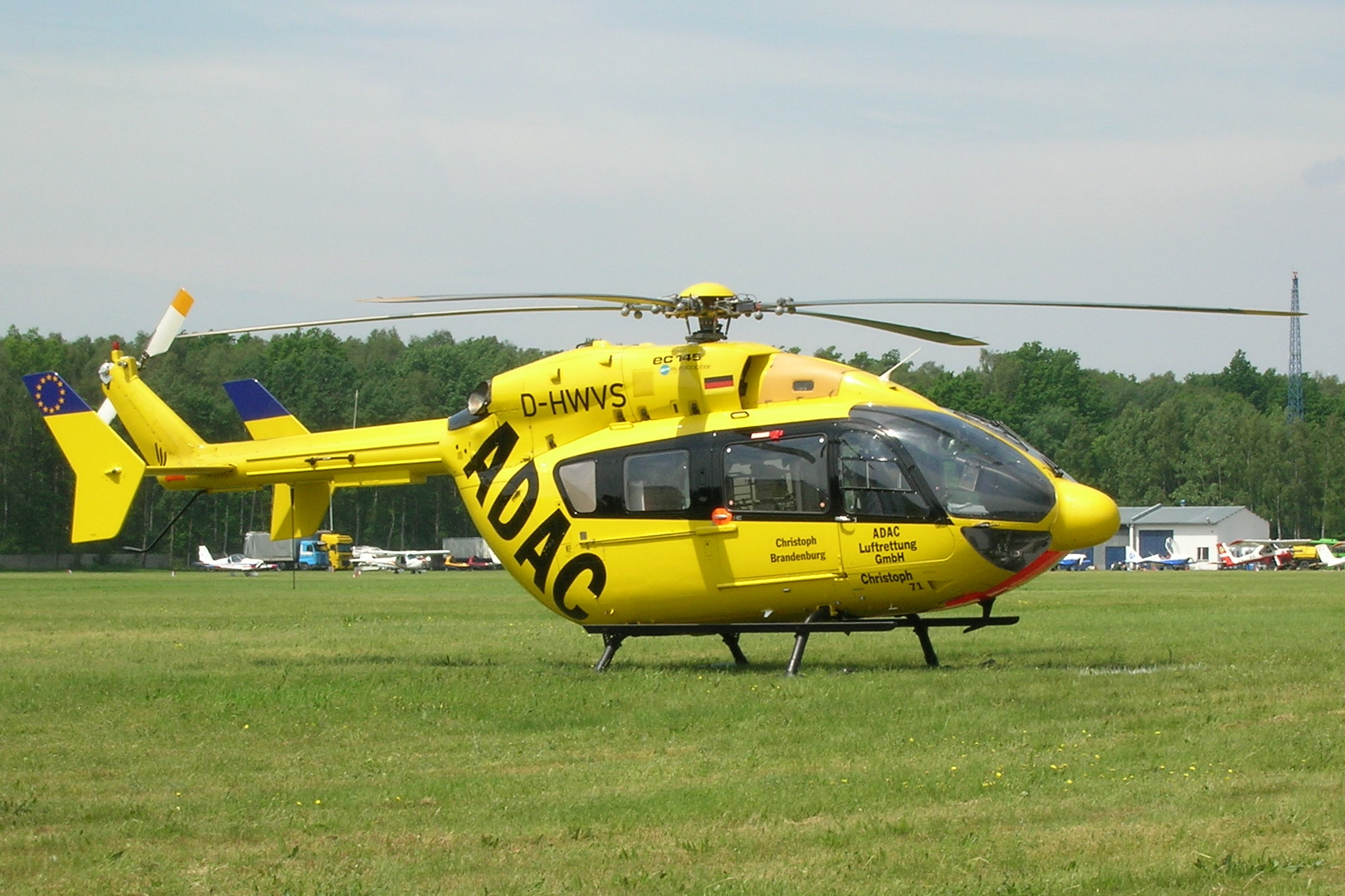
ユーロコプター EC 145型機

### イギリス
- イギリスの航空救急（英語）

1987年、コーンウォール救急航空機（英語: Cornwall Air Ambulance Trust）は、イギリスで運用された最初のヘリコプター救急医療サービス（HEMS:helicopter emergency medical service）である。コーンウォールとシリー諸島で医療搬送を提供している。

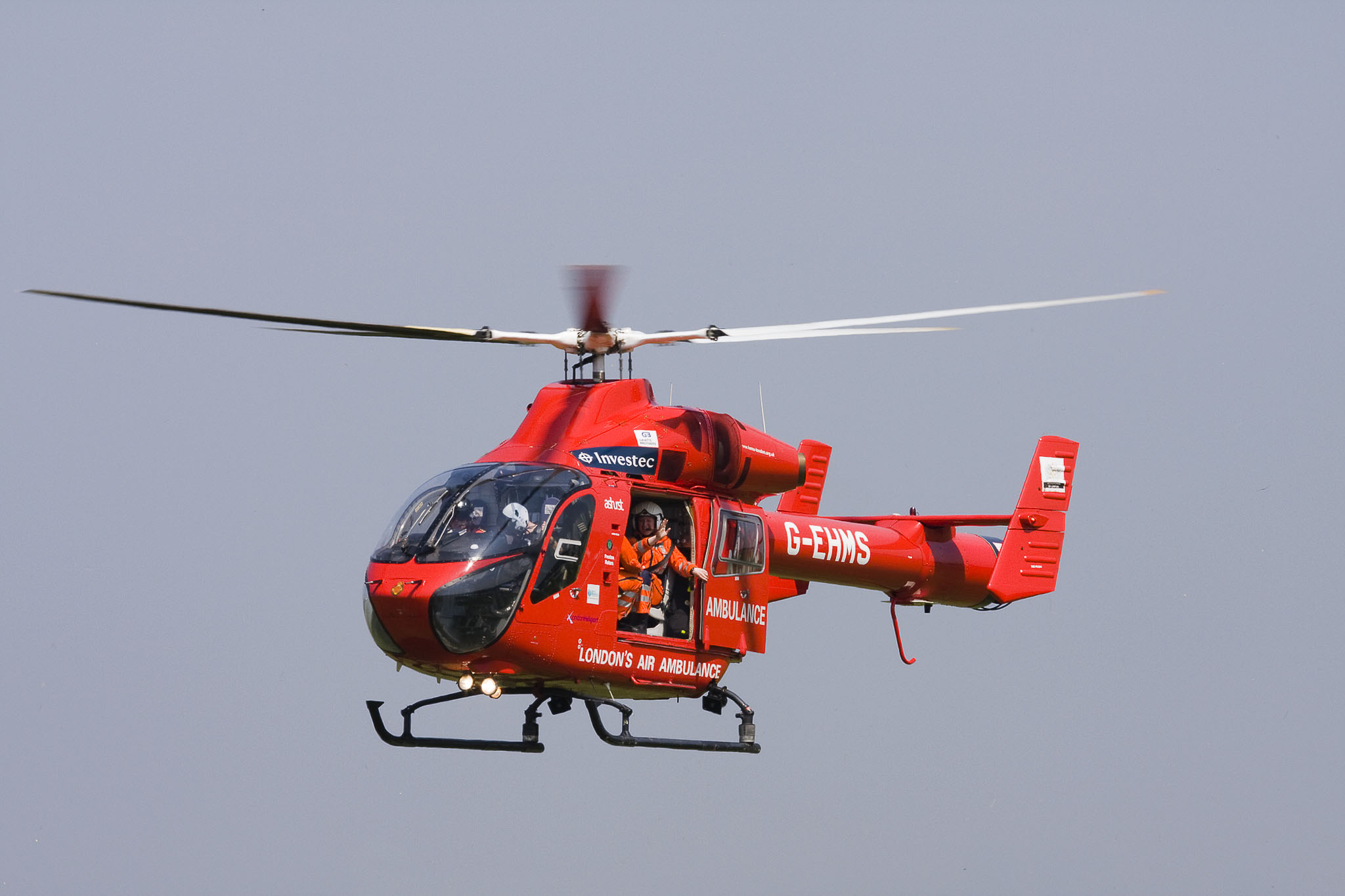
The London Air Ambulance
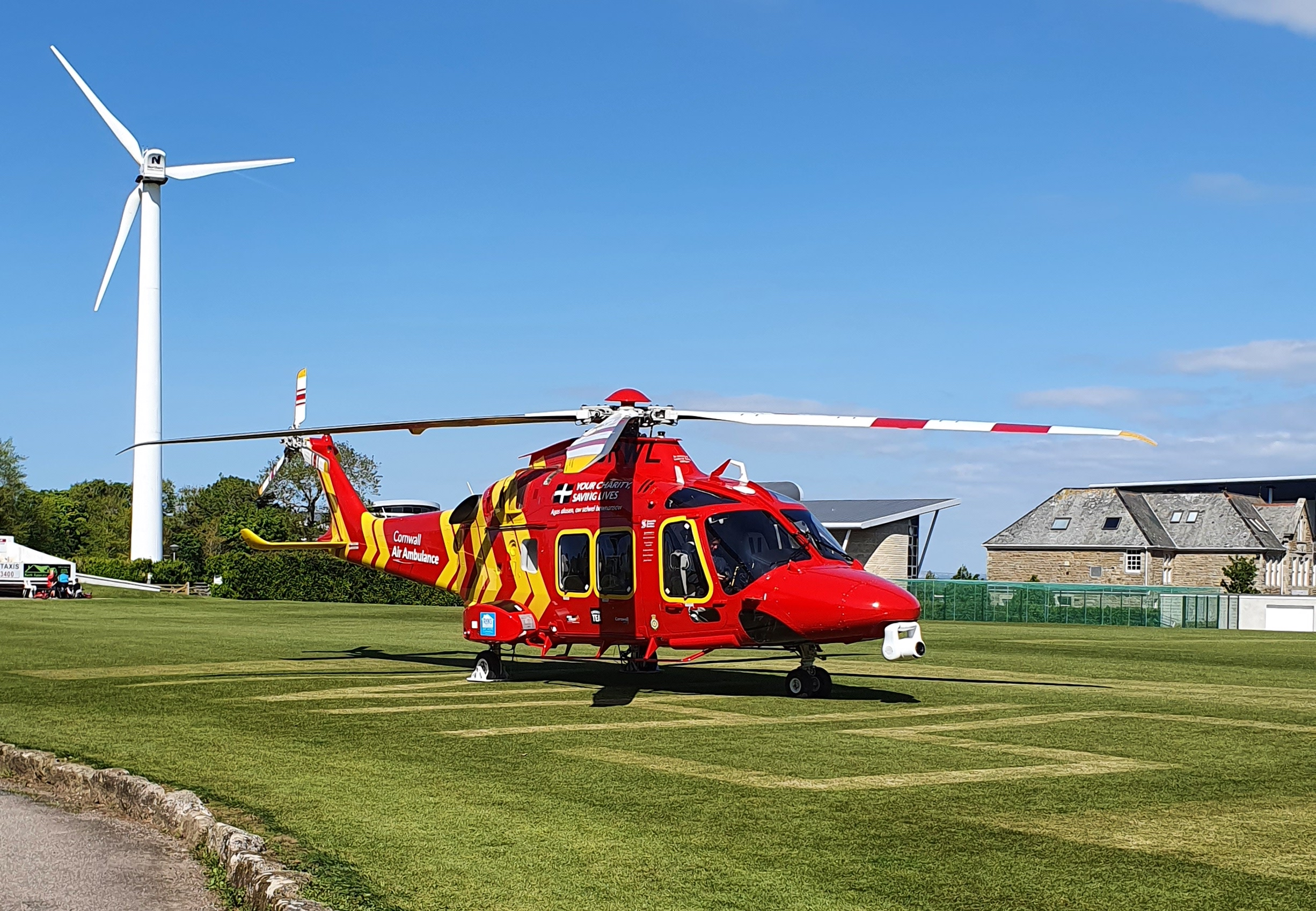
Cornwall Air Ambulance

### フランス
フランスでは1983年にドクターヘリが導入された。
ドクターヘリは救急医療庁（SAMU）が運用している。拠点は36か所。ドクターヘリには医師が添乗するが昼間のみの運用である。利用料は無料で固定費用は国費、運航費用は自治体・病院・寄付等で賄っている。

### スイス
スイスには、スイス・エア＝レスキューなど各種民間非営利団体がありドクターヘリを運用している。ドクターヘリには医師が添乗しており24時間運用である。ドクターヘリの利用は有料で利用者に利用料が請求される（医療保険加入者であれば医療保険から支払い）。費用はほかにスイス航空救助隊の会費及び寄付等で賄っている。
アグスタウェストランドではREGAの要望を受け、A109KをベースにしたA109K2やA109SをベースにしたA109SP ダビンチを開発した。A109K2は山岳地帯における救急ヘリとしてREGA以外の国にも販売されている。
ヘリコプター19機及び固定翼機3機（ボンバルディア チャレンジャー 600など）を用いて医師が同乗した航空救急活動及び航空機による救助活動、さらには国外で負傷したスイス人を国内に医療搬送する業務（インターナショナル・レパトリエーション）を行なっている。
東日本大震災ではREGAのチャレンジャー 600が日本に派遣されている。

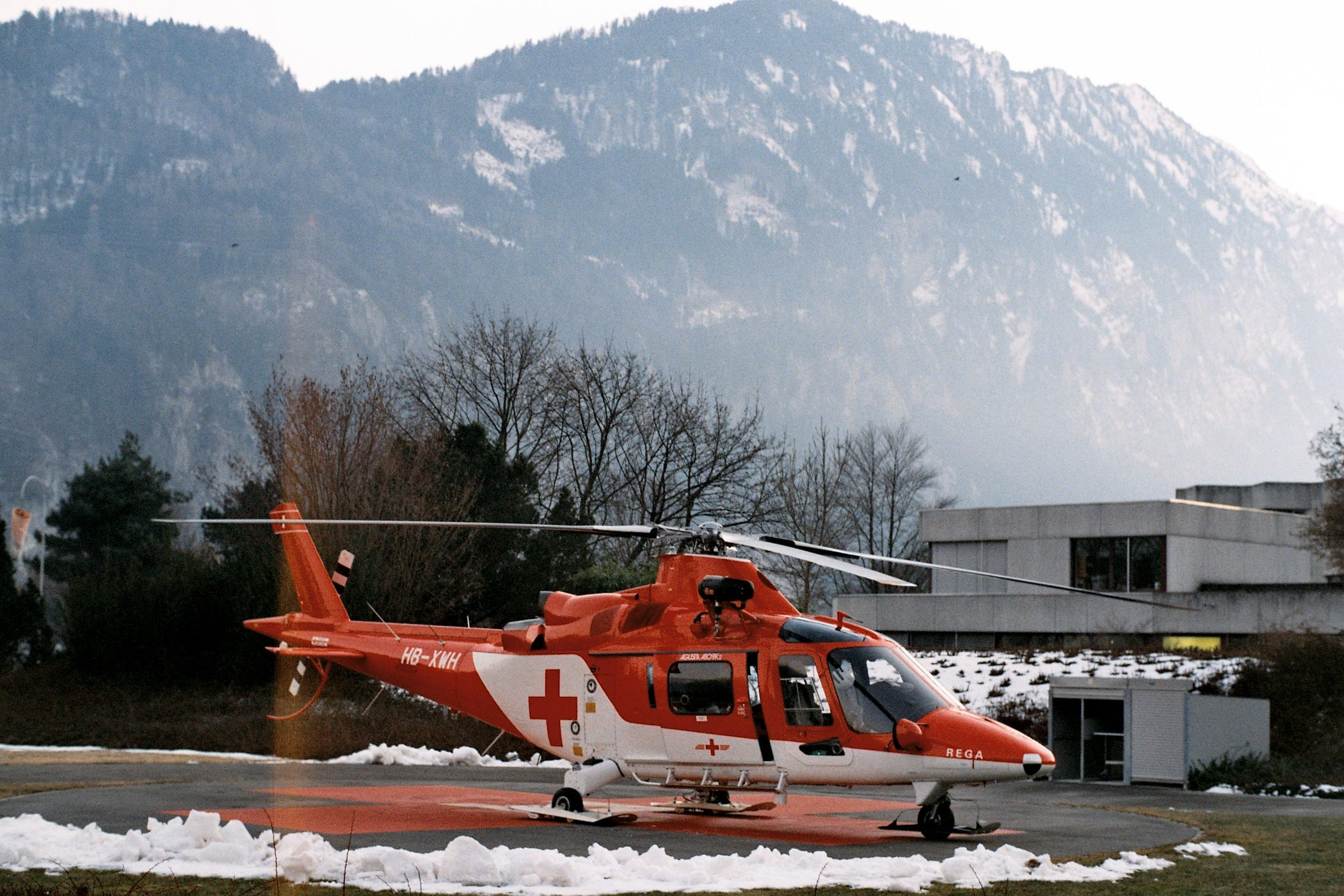
REGAの運用するA109K2
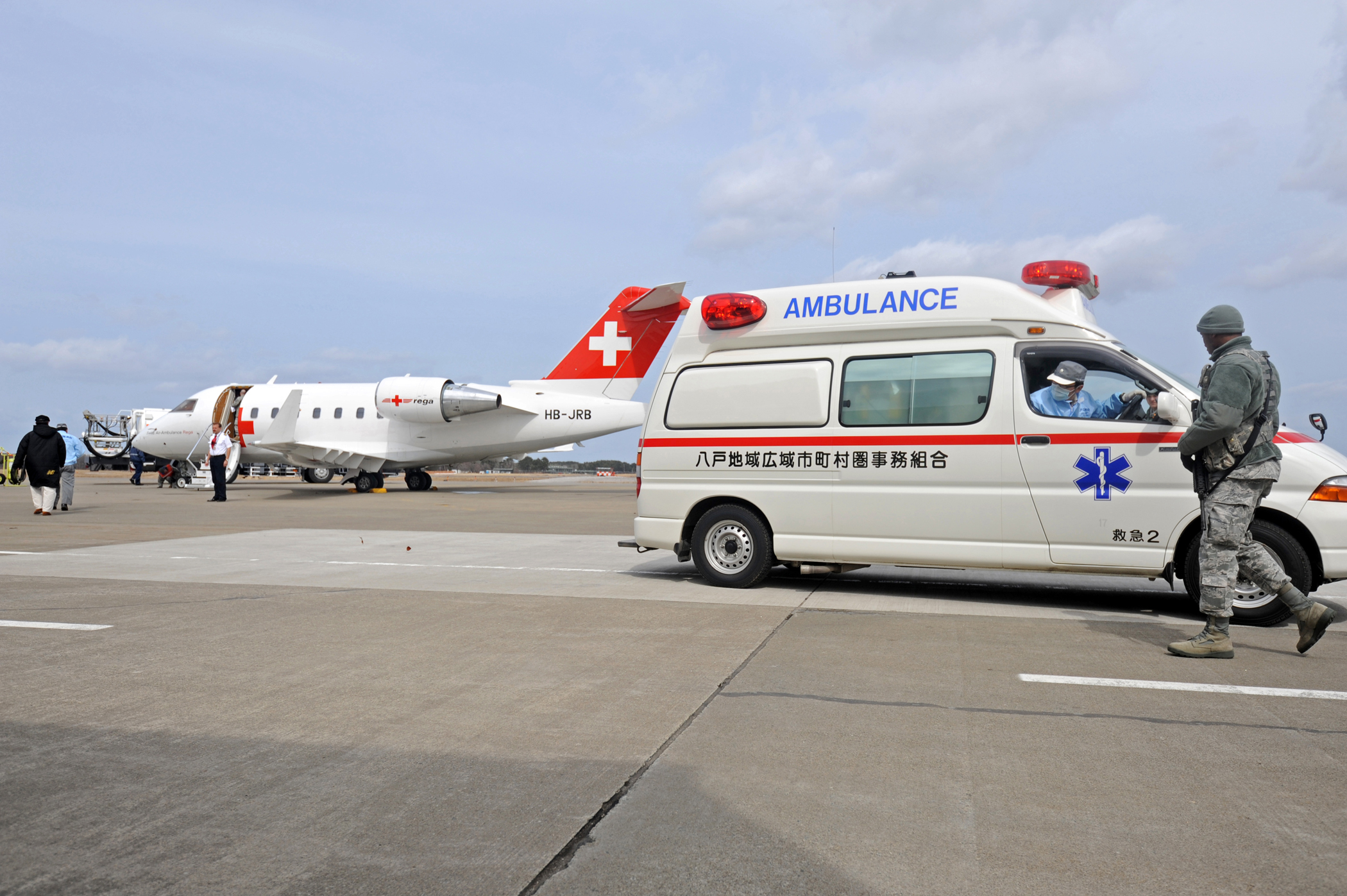
三沢飛行場に派遣されたREGAのチャレンジャー 600（2011年3月21日）